# Медоносная пчела
Медоно́сная пчела́ (лат. Ápis melliféra) — вид общественных пчёл семейства Apidae подсемейства Apinae.
С древних времён люди разводят медоносных пчёл для получения продуктов пчеловодства: воска, мёда, яда, прополиса, перги и других. С развитием сельского хозяйства росла роль пчёл как естественных опылителей растений (в том числе распространилось опыление культур пчёлами в теплицах).

## Этимология названия
Русское слово пчела восходит к праслав. *bъčela или *bьčela. Каждая форма этимологизируется по-своему: *bъčela связывается со звукоподражательным *bučati «жужжать», в то время как праформу *bьčela соотносят с праиндоевропейской основой *bhei-, к которой возводят названия пчёл и в других индоевропейских языках (ирл. bech «пчела», лат. fūcus «трутень», лит. bìtė, прусск. bitte, латыш. bitе «пчела», др.-в.-нем. bîа, bini, нем. Biene, англ. bee «пчела»).

## Строение
1. Язычок
2. Устье подчелюстной железы
3. Максиллы
4. Мандибулы
5. Верхняя губа
6. Нижняя губа
7. Верхнечелюстная слюнная железа
8. Нижнечелюстная слюнная железа
9. Глотка
10. Глоточная (аллотрофическая) железа
11. Мозг
12. Простые глаза
13. Лабиальная слюнная железа
14. Продольная лётная мышца
15. Фрагма
16. Переднее крыло
17. Заднее крыло
18. Сердце
19. Дыхальца
20. Воздушный мешок
21. Средняя кишка (желудок)
22. Сердечные клапаны
23. Тонкая кишка
24. Пахучая железа
25. Брюшные железы
26. Толстая кишка
27. Анальное отверстие
28. Жало
29. Резервуар ядовитой железы
30. Салазки жала
31. Большая ядовитая железа
32. Малая ядовитая железа
33. Семенной пузырёк
34. Восковые железы
35. Брюшная нервная цепочка
36. Кардиальный клапан
37. Раструб клапана
38. Входное отверстие клапана
39. Медовый зобик
40. Аорта
41. Пищевод
42. Нервный тяж
43. Лабиум
44. Задняя ножка
Строение ног
a. Тазик (coxa)
b. Вертлуг (trochanter)
c. Бедро (femora)
d. голень (tibia) с корзиночкой для пыльцы
e-h. Лапка (tarsus)

### Геном
Медоносная пчела стала третьим после дрозофилы и комара насекомым, геном которого известен. Он содержит около 300 млн пар оснований ДНК. Согласно результатам первых исследований, этот вид возник в Африке, а затем мигрировал в Европу двумя волнами. Однако более позднее изучение генома пчёл по всему миру показало, что они прибыли из Азии примерно 300 тыс. лет назад и быстро распространились по Европе и Африке. В целом по миру был выявлен высокий уровень генетического разнообразия, однако, в некоторых регионах колонии пчёл вымирают из-за инбридинга (близкородственного скрещивания).
Митохондриальная ДНК у пчёл может передаваться следующему потомству не только от самок, но и от самцов.

### Строение тела

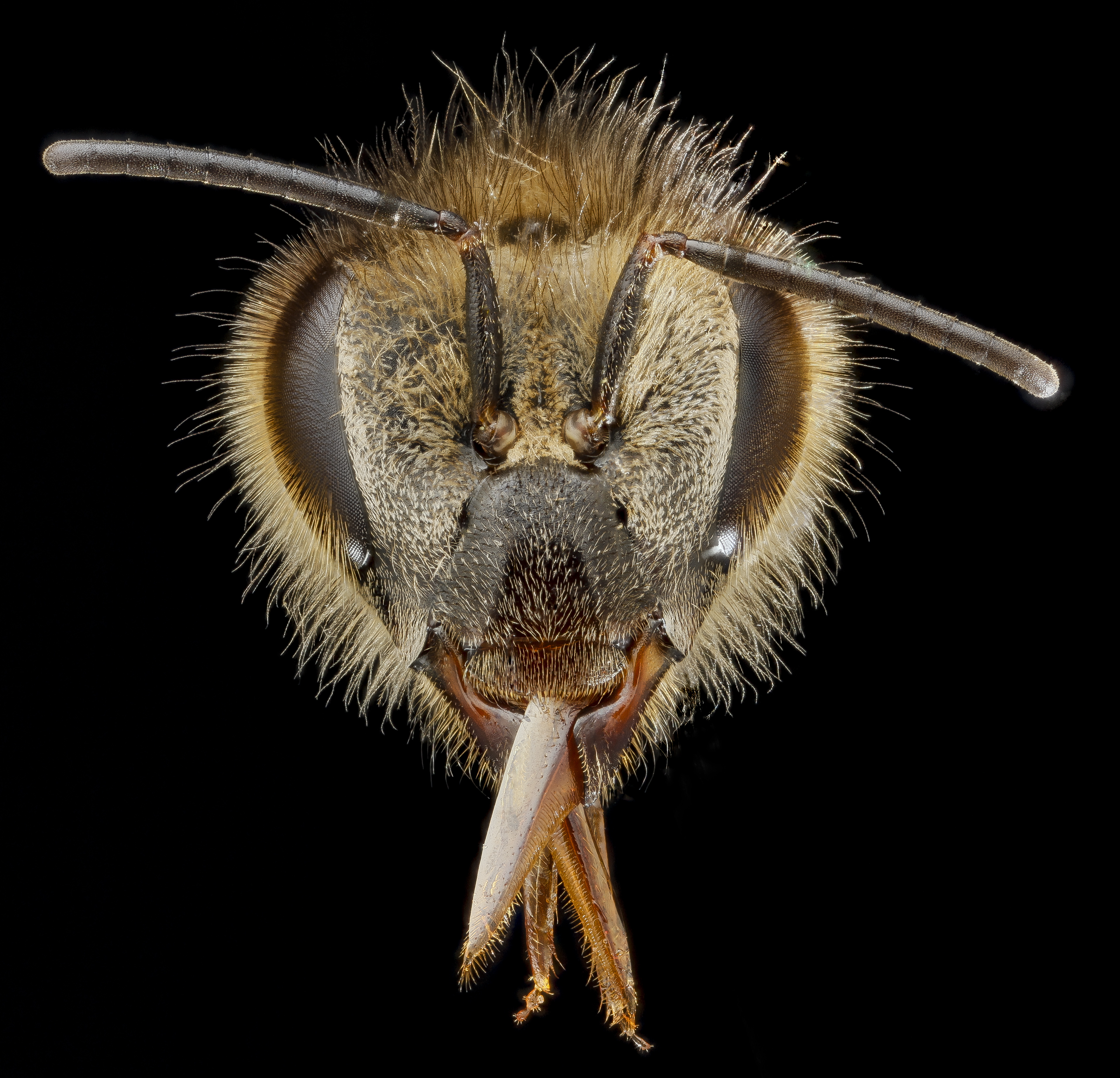
Голова пчелы крупным планом

Тело состоит из трёх частей: головы, груди и брюшка. Опорой тела служит его наружный экзоскелет — кутикула. Снаружи тело покрыто волосками, выполняющими функции органов осязания и защищающими покров от загрязнений. Части тела соединены между собой тонкими эластичными перепонками кутикулы. На голове расположены два больших сложных и три простых глаза. Сложные глаза состоят из большого количества фасеток и расположены по бокам головы, а простые — на темени (у трутня простые глаза несколько сдвинуты на лоб). Внутри головы находится внутренний скелет (тенториум). Это прочные хитиновые балки, идущие от передней стенки головы к задней и придающие необходимую прочность головной капсуле, особенно её нижней части. К ним прикреплены мышцы, которые обеспечивают движения головы, верхних челюстей и хоботка, а также служат опорой для некоторых внутренних органов. Каждый усик состоит из основного членика и одного длинного жгутика, состоящего у трутня из двенадцати одинаковых члеников, а у самок — из одиннадцати. Спереди рот прикрывает узкая хитиновая полоска — верхняя губа, а с боков расположены верхние челюсти — жвалы. Сильно сдвинутая нижняя губа вместе с парой нижних челюстей образует хоботок. Брюшко самок делится на шесть члеников (сегментов), а у трутня — на семь.:24—27

### Пищеварительная система

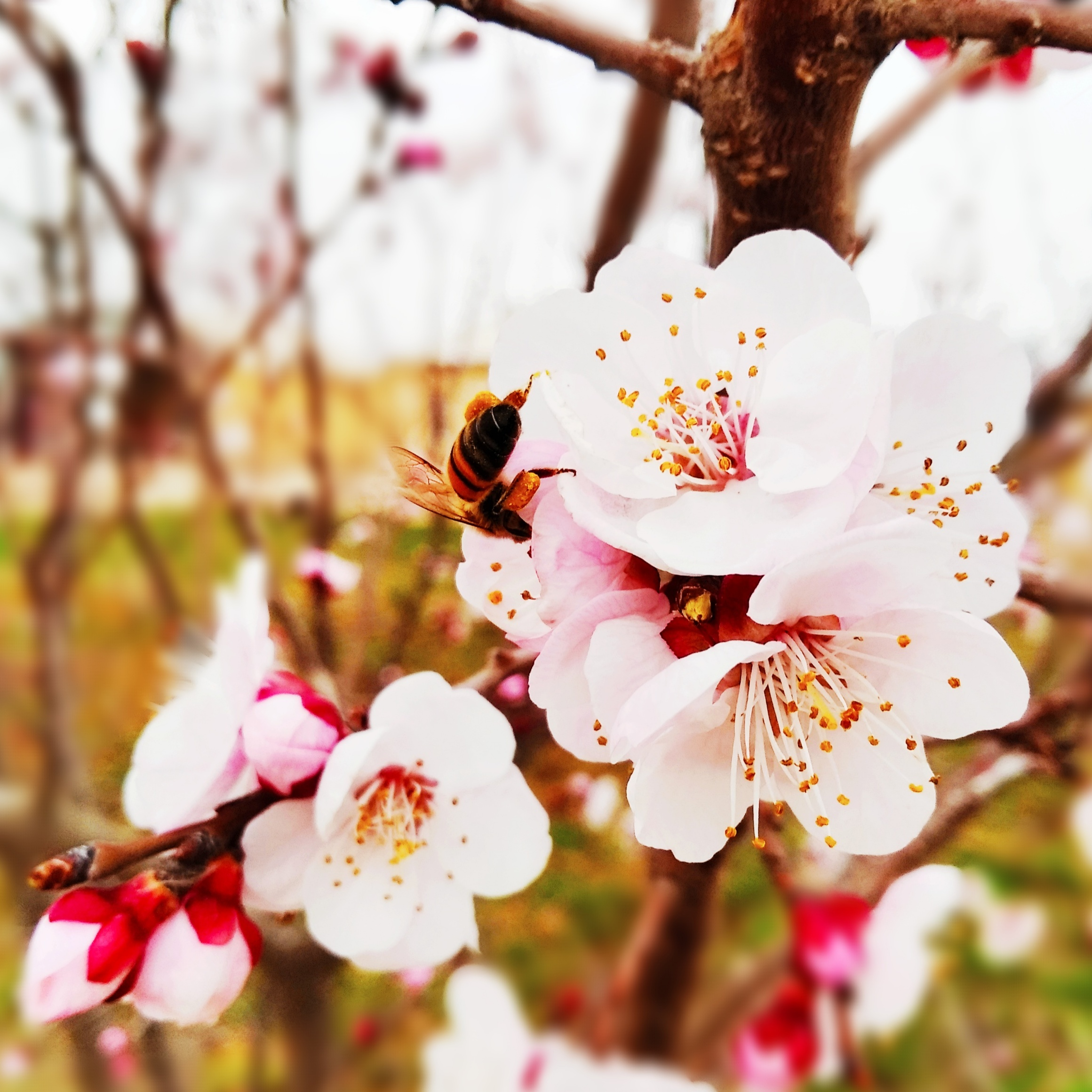
Пчела собирает пыльцу, смоченную нектаром (обножку) в корзинки на задних ножках.

Пищеварительная система пчёл состоит из трёх отделов, соединённых между собой. В первый отдел входят глотка, пищевод и медовый зобик. Глотка находится в голове и является расширенной частью передней кишки. Глотка сужается в пищевод, который проходит через грудь до передней части брюшка, где расширяется и образует медовый зобик. Объём пустого медового зобика составляет 14 мм³, но при заполнении мёдом или нектаром может увеличиваться в 3—4 раза. С помощью мускулов, имеющихся в зобике, находящийся в нём мёд или нектар может через пищевод и хоботок выдавливаться наружу. Второй отдел (средняя кишка) находится за медовым зобиком и служит основным органом пищеварения. В состав третьего отдела (задняя кишка) входят тонкая и толстая (прямая) кишка. В прямой кишке, отличающейся большой ёмкостью, скапливаются непереваренные остатки корма в зимний период, в холод, ненастье, а у молодых пчёл — до их ориентировочного облёта. Чтобы исключить вредное влияние на организм экскрементов, происходят всасывание воды из кала и выделение специальными железами противодействующих веществ.:27—28

### Кровеносная система
Сердце, напоминающее длинную трубку, находится в верхней части тела и тянется вдоль спинной стороны от шестого тергита до головы. Через грудь проходит более тонкая часть трубки (аорта), из которой гемолимфа вытекает в полость головы. Трубка прикреплена мышечными волокнами к спинной стороне тела, имеет 5 сообщающихся камер (задняя, находящаяся под шестым тергитом, замкнута), отделённых друг от друга клапанами, которые пропускают гемолимфу только в одном направлении — от брюшка к голове. В кровеносную систему входят также брюшная и спинная диафрагмы, которые регулируют ток гемолимфы в полость тела. В полости брюшка гемолимфа, очищенная от продуктов распада и обогащённая питательными веществами, поступает в камеры сердца через особые отверстия и вновь направляется по сосудам к голове. В ножки, усики и крылья гемолимфа поступает с помощью так называемых пузырьков, расположенных у основания этих органов. Сердце у пчёл в спокойном состоянии сокращается 60—70 раз в минуту, а сразу после полёта пульсация её сердца достигает 150 сокращений в минуту.:28—29

### Дыхательная система
Вдыхаемый воздух первоначально попадает в дыхальца — отверстия в кутикуле, из них 3 пары расположены на груди и 6 пар на брюшке. Воздух, очищенный в дыхальцах от пыли с помощью имеющихся в них волосков, поступает в головные, грудные и брюшные парные мешки, соединённые между собой, и затем по трахеям во все органы тела насекомого. Воздух в организм проникает через все отверстия, а выходит в основном через третью грудную пару.:29

### Крылья
Крылья закладываются на стадии куколки. У взрослых пчёл крыло — тонкая, эластичная пластинка, по которой проходят жилки, представляющие собой затвердевшие участки полых трубок. У трутней встречается добавочное жилкование задних крыльев. Роль точки опоры для крыла играет столбик — вырост плейрита. Снаружи от столбика лежит длинное плечо; от места прикрепления к мембране сегмента до столбика — короткое плечо. Основную роль в полёте играют непрямые мышцы, заполняющие полость тела: сокращение этих мышц изменяет кривизну сегментов груди. Мышцы прямого действия действуют непосредственно на крыло через сухожилия и хитиновые пластинки. В полёте передние и задние крылья соединяются в единую плоскость мелкими крючками на переднем крае задней пары крыльев, направленными вперёд, которые называются «хамулус» (лат. hamulus — маленький крючок). Когда насекомое приземляется, эти крючки разъединяются, и крылья складываются вдоль тела. Общее число таких крючков (зацепок) составляет от 17 до 28 штук.
Пчела может лететь со скоростью до 65 км/ч (без груза, а с грузом — 20—30 км/ч), совершая при этом 200—250 взмахов крыльями в секунду. От улья они могут улетать до 3—4 км. Однако, эффективно работать со взятком пчёлы могут с расстояния не более 2 км.

### Органы чувств
К органам чувств пчёл относятся органы зрения, обоняния, вкуса, слуха, температуры и др.:30—31
Зрение
Сложные глаза состоят из большого количества мелких глазков (3000—4000 у матки, 4000—5000 у рабочей пчелы, 7000—10 000 у трутня), каждый из которых воспринимает части находящегося перед ним предмета, а вместе они воспринимают полное изображение предмета (мозаичное зрение). На темени расположены 3 простых глаза. Пчёлы видят поляризованный свет, что позволяет определять направление на Солнце даже когда оно скрыто за облаками.:137 Пчёлы не видят красный цвет, в отличие от жёлтого, синего и ультрафиолетовых лучей.
Обоняние и осязание
Органы обоняния находятся на усиках. Часть волосков, покрывающих тело, выполняет функцию органов осязания и связана с чувствительными клетками и нервной системой. Органы обоняния и осязания позволяют ориентироваться в тёмном гнезде.
Число обонятельных пор на усиках трутней примерно в 7 раз больше, чем у рабочих пчёл.:70
Вкус
Органы вкуса находятся на хоботке, в глотке, на члениках усиков, на лапках ножек.
Слух
Звук пчёлы воспринимают через соответствующие органы, расположенные на отдельных участках туловища и на ножках.
Другие
На усиках расположены органы, воспринимающие влажность, тепло и холод, уровень содержания углекислого газа, позволяющие контролировать микроклимат гнезда, оптимальный для развития личинок в сотах.:73

### Ядовитые железы
Жалящий аппарат пчелы расположен на заднем конце брюшка и состоит из двух ядовитых желёз, резервуара для яда и пильчатого жала длиной 2 мм и диаметром 0,1 мм. На жале расположены зазубрины, из-за которых жало застревает в коже позвоночных, являясь причиной потери жалящего аппарата при ужалении и смерти пчелы. Пчелиный яд представляет собой бесцветную жидкость с характерным запахом и горьким вкусом, имеющую кислую реакцию (pH = 4,5—5,5), на воздухе быстро высыхающую и превращающуюся в аморфные кристаллы плотностью 1,1313 г/см³. Яд пчёл термоустойчив: выдерживает замораживание и нагревание до 115  °C. Наряду с ингредиентами, характерными и для других животных ядов, в нём присутствуют вещества, характерные только для него. Ингредиенты яда имеют строгую специализацию, но действуют синергично, дополняя и усиливая друг друга. При ужалении пчела вводит 0,3—0,8 мг яда в зависимости от времени года и возраста пчелы. Смертельная доза пчелиного яда для человека — около 0,2 г (500—1000 ужалений).:9—19

## Пчелиная матка

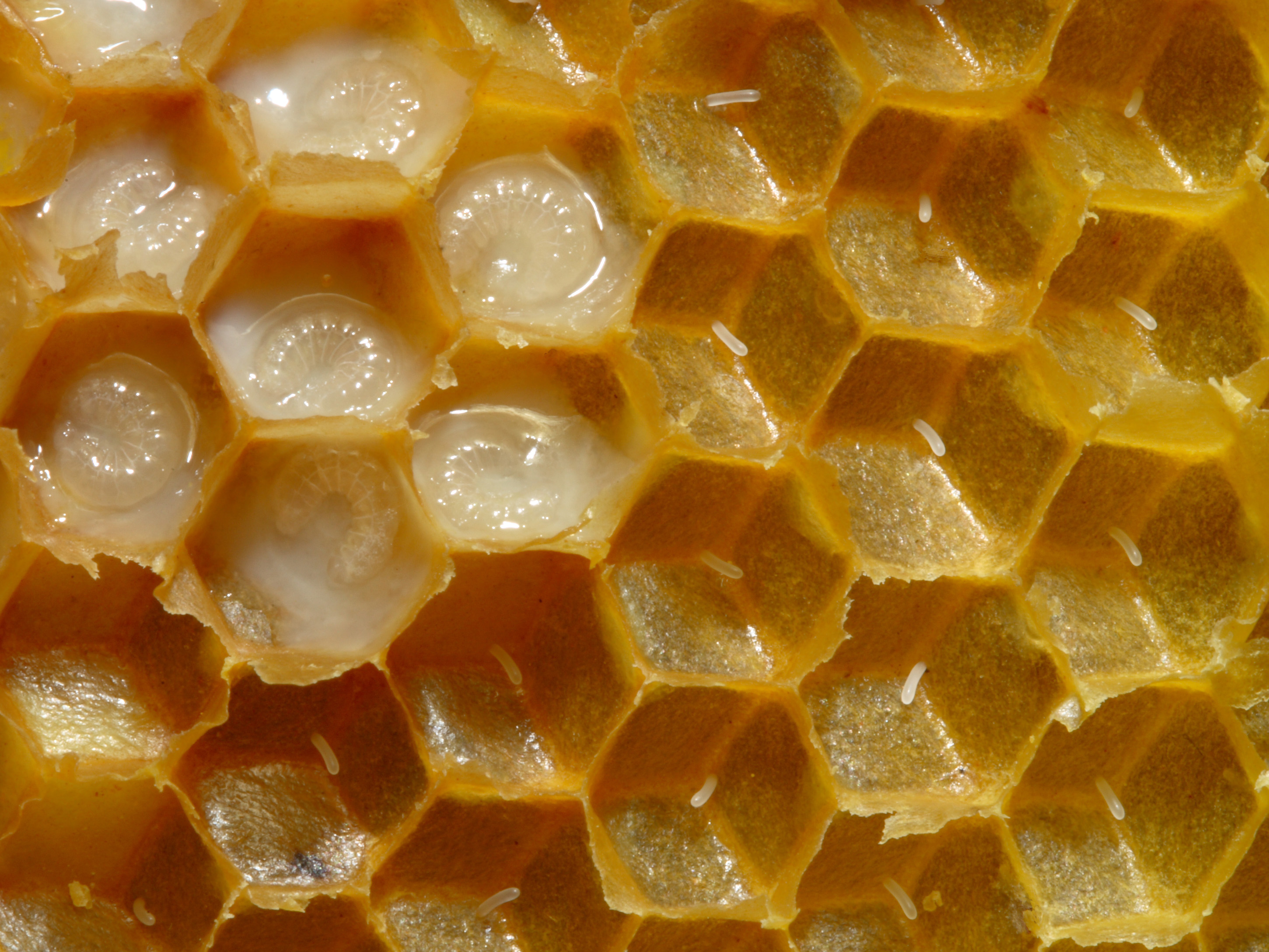
Справа видны яйца, только что отложенные маткой (засев). Слева — личинки в молочке (непечатный расплод)

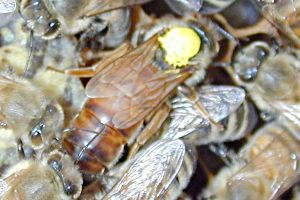
Пчелиная матка с меткой

Матка в семье является единственной полноценной самкой с хорошо развитыми половыми органами. От неё происходит весь состав семьи: рабочие пчёлы, трутни и молодые матки. Матка постоянно находится в окружении рабочих пчёл, которые ухаживают за ней: дают корм, чистят её тело, очищают ячейки сот для откладывания в них яиц и т. д. Присутствие в семье матки пчёлы узнаю́т по её запаху. Матка выделяет особое вещество, так называемое «маточное вещество», которое слизывают рабочие пчёлы из окружающей её «свиты». Запах этого вещества передаётся всем особям пчелиной семьи благодаря существующему между ними постоянному обмену пищей. При гибели матки поступление «маточного вещества» прекращается, и её отсутствие быстро ощущает вся семья.
Матка выделяется среди рабочих пчёл более крупными размерами тела — от 18 до 25 мм (у рабочих пчёл от 12 до 15 мм) — и сравнительно короткими крыльями (по отношению к длине тела). По сравнению с рабочими пчёлами хоботок у матки короче (3,5 мм). Она, как и рабочие пчёлы, имеет жало, но использует его лишь в борьбе с другими матками. Плодная матка летом весит примерно 250 мг, масса рабочей пчелы равна в среднем 100 мг.
Органы размножения у пчелиной матки развиты очень сильно. Яичники состоят из 180—200 яйцевых трубочек; в них зарождаются и развиваются яйца. От яичников отходят парные яйцеводы, соединяющиеся в один непарный яйцевод, с которым небольшим семяпроводящим каналом соединён семяприёмник.:33
При осеменении маток сперма трутней, содержащая огромное количество сперматозоидов, попадает в семяприёмник матки, где и хранится в течение её жизни. Откладываемые маткой яйца проходят из яичников сначала по парным яйцеводам, а затем — по непарному. Если при этом в созревшие яйца из семяприёмника проникнут сперматозоиды (по 8—12 штук), то яйца будут оплодотворены. Если же сперма трутней на них не попадёт, яйца останутся неоплодотворёнными.
Следовательно, матка откладывает яйца оплодотворённые и неоплодотворённые. Из неоплодотворённых яиц развиваются только самцы-трутни. Последние, таким образом, не имеют отца и наследуют лишь генотип матери. Из оплодотворённых яиц развиваются пчелиные матки и рабочие пчёлы. Они наследуют половину аллелей в своём генотипе от маток, отложивших яйца, а половину — от трутней, с которыми эти матки спаривались. На развивающиеся организмы всех особей пчелиной семьи оказывает влияние питание, которым личинок снабжают рабочие пчёлы.
Рабочие пчёлы выкармливают и выращивают всё молодое поколение семьи. Если развивающуюся из оплодотворённого яйца личинку до запечатывания ячейки пчёлы кормят только высокопитательным молочком, выделяемым аллотрофическими железами (видоизменёнными верхнечелюстными слюнными железами), то из неё вырастает матка. Если же личинку после трёх дней её жизни начинают кормить мёдом и пергой (белковый корм, приготовленный из пыльцы растений), то из личинки развивается рабочая пчела.

### Развитие матки

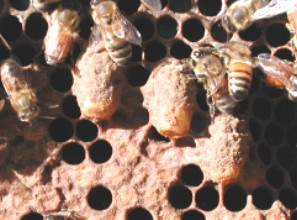
Свищевые маточники

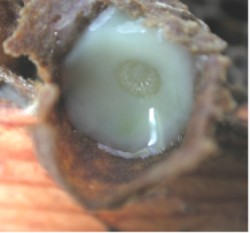
Личинка, из которой вырастет матка.
Видно питательное маточное молочко

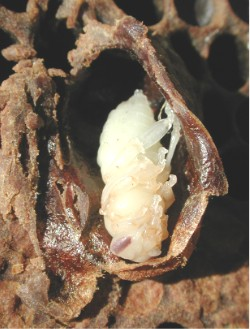
Куколка матки внутри маточника (маточник раскрыт до времени)

Пчёлы выращивают маток в специально отстраиваемых для этого больших ячейках сота — маточниках. Отстраивать их пчёлы могут на обычных пчелиных ячейках сота, в которые матка ранее уже отложила оплодотворённые яйца. Такие маточники пчёлы отстраивают после внезапной гибели старой матки, чтобы вывести взамен ей новую. Маточники из обычных ячеек сота и вышедшие из них матки называются свищевыми. При подготовке же пчёл к роению (во время которого матка улетает с роем) яйца для вывода новых маток старая матка откладывает в заранее отстроенные пчёлами маточные мисочки — основания будущих роевых маточников. Такие маточники пчёлы отстраивают обычно на рёбрах сота. Вышедшие из них матки называются роевыми.:208—209
Из отложенного яйца через три дня вылупляется личинка, которую, как уже отмечалось, пчёлы до запечатывания маточника кормят молочком. Это молочко содержит особые белки, отвечающие за то, что личинка разовьётся в матку. Личинка быстро растёт, и через 8,5—9 дней после того, как было отложено яйцо, пчёлы запечатывают маточник пористой крышечкой из смеси воска и перги. В запечатанном маточнике личинка в течение 7,5—8 дней превращается в куколку, а затем во взрослое насекомое — молодую матку. Таким образом, развитие матки от яйца до взрослого насекомого длится 16—17 суток.:37
Через 3—4 дня после выхода из маточника молодая матка начинает вылетать на ориентировочные облёты для ознакомления с местностью и расположением улья. На 7—10-й день своей жизни она вылетает для встречи с трутнями («брачные вылеты»). Продолжительность таких вылетов — около 20 минут. Осеменяют матку обычно 7—10 трутней (полиандрия), но иногда их количество может быть бо́льшим, а матка может вылетать на встречу не один раз.:24
Матки пчёл являются рекордсменами среди общественных насекомых (наряду с матками кочевых муравьёв родов Dorylus и Eciton, а также Pogonomyrmex) по числу спариваний с самцами (до 24).
С 10-дневного возраста пчелиные матки начинают откладывать яйца (если неблагоприятная погода не задержала спаривания их с трутнями). Первое время молодые матки откладывают небольшое количество яиц, но затем число их быстро возрастает. В весенне-летний период при благоприятных условиях пчелиные матки откладывают 1500—2000 и более яиц в сутки, а за весь сезон до 150—200 тысяч яиц. Такое количество яиц матка может отложить только в сильной пчелиной семье, имеющей большой объём гнезда из хороших сот и достаточные запасы мёда и перги. При этом очень важно, чтобы в природе существовал хотя бы не сильный, но продолжительный взяток (так называют сбор пчёлами нектара с цветков растений).
Вес яиц, откладываемых маткой в течение суток, нередко превышает вес её тела. Так много яиц матки могут откладывать лишь при условии обильного и высококалорийного питания. В течение всего периода откладки яиц маткой пчёлы кормят её высокопитательной пищей — молочком (каким кормят личинок будущих маток).
В пчеловодстве наибольшую ценность матка представляет в первые два года своей жизни. Начиная же с третьего года количество откладываемых ею яиц быстро уменьшается. При этом старые матки откладывают много неоплодотворённых яиц, из которых выводятся трутни. Такие матки называются отрутневевшими.
Пчелиные матки живут до пяти лет, редко до восьми.:453

## Рабочие пчёлы

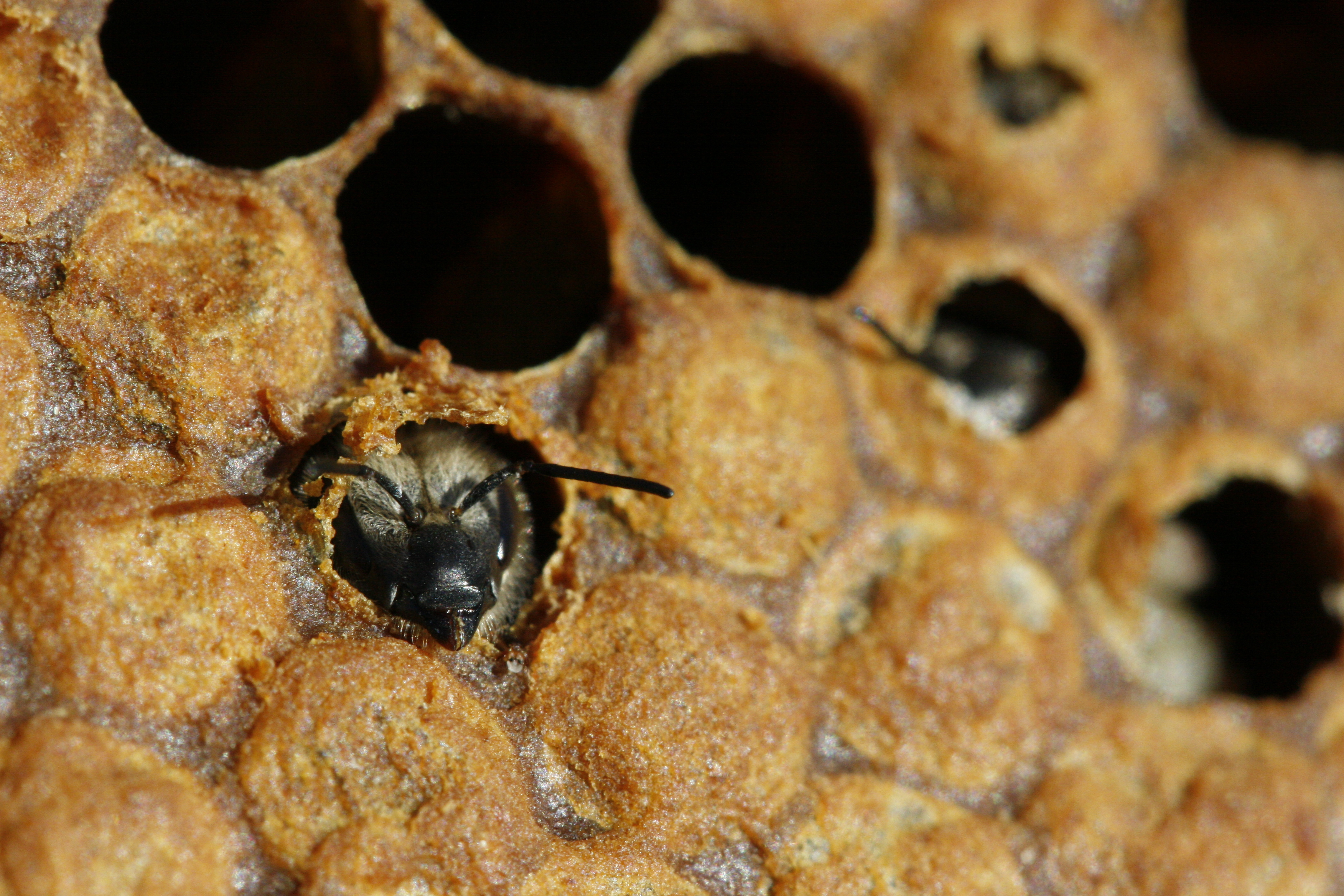
Печатный расплод.
Выход из ячейки молодой пчелы

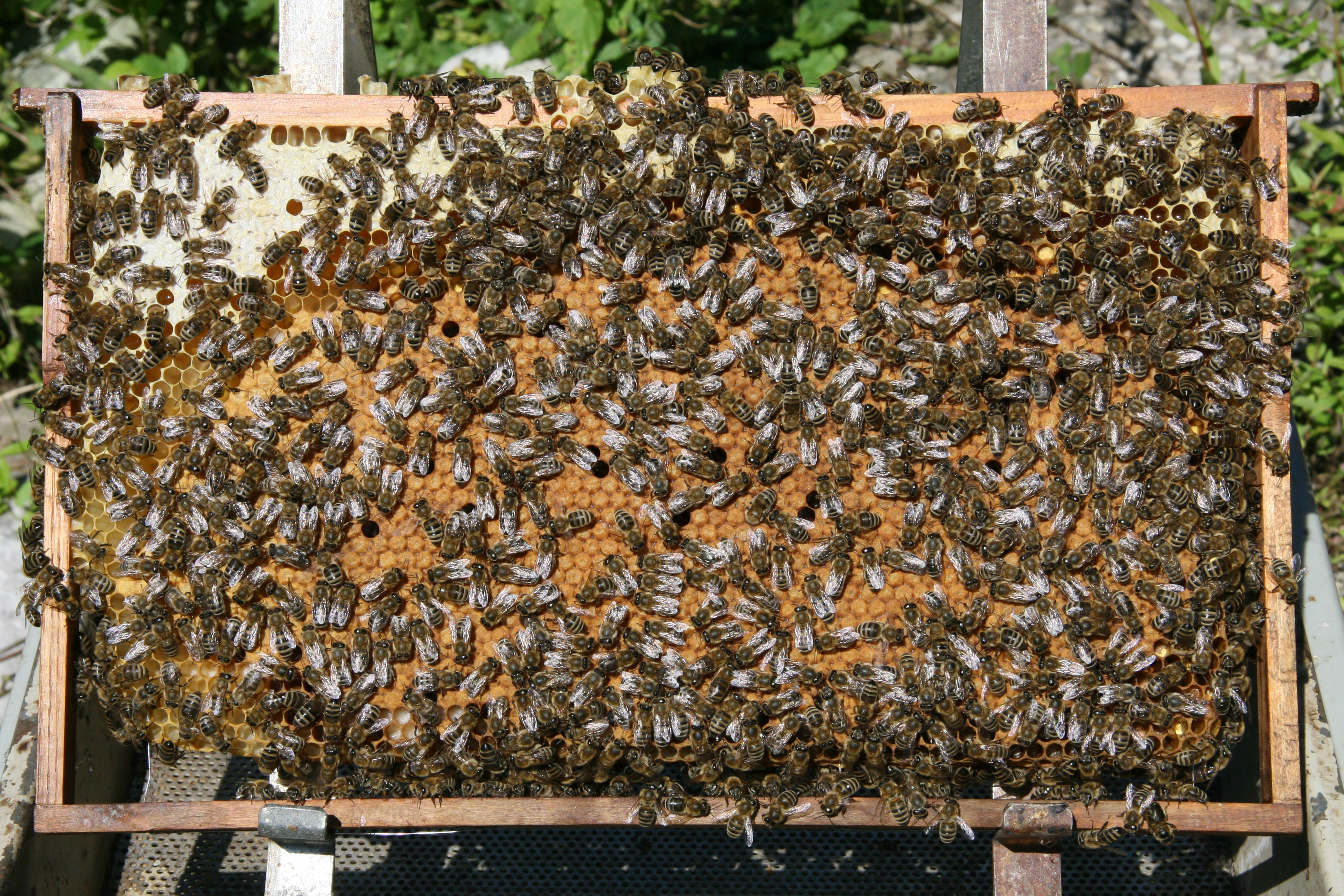
Рамка улья с рабочими пчёлами и печатным расплодом

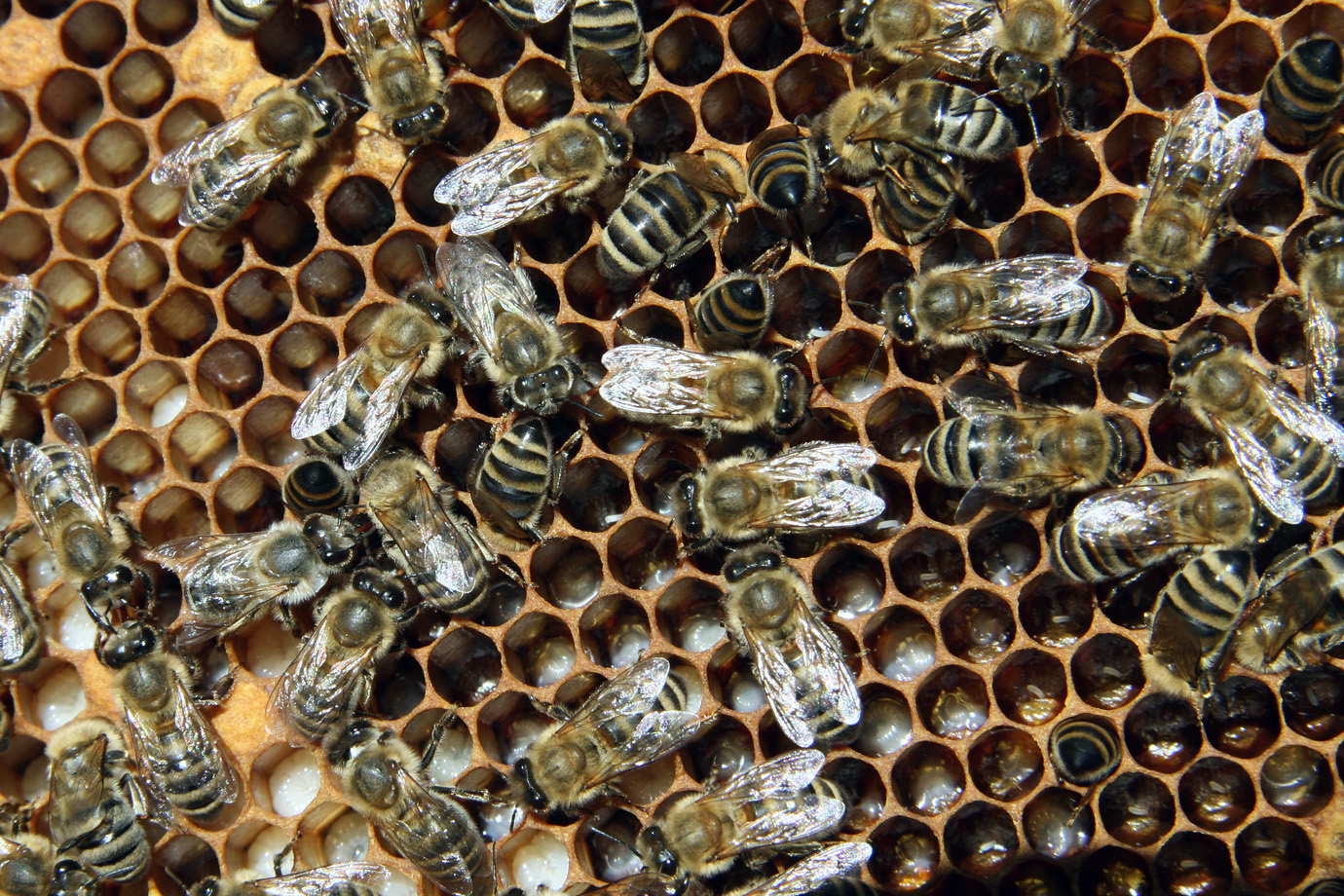
Открытый расплод, видны пчёлы-кормилицы

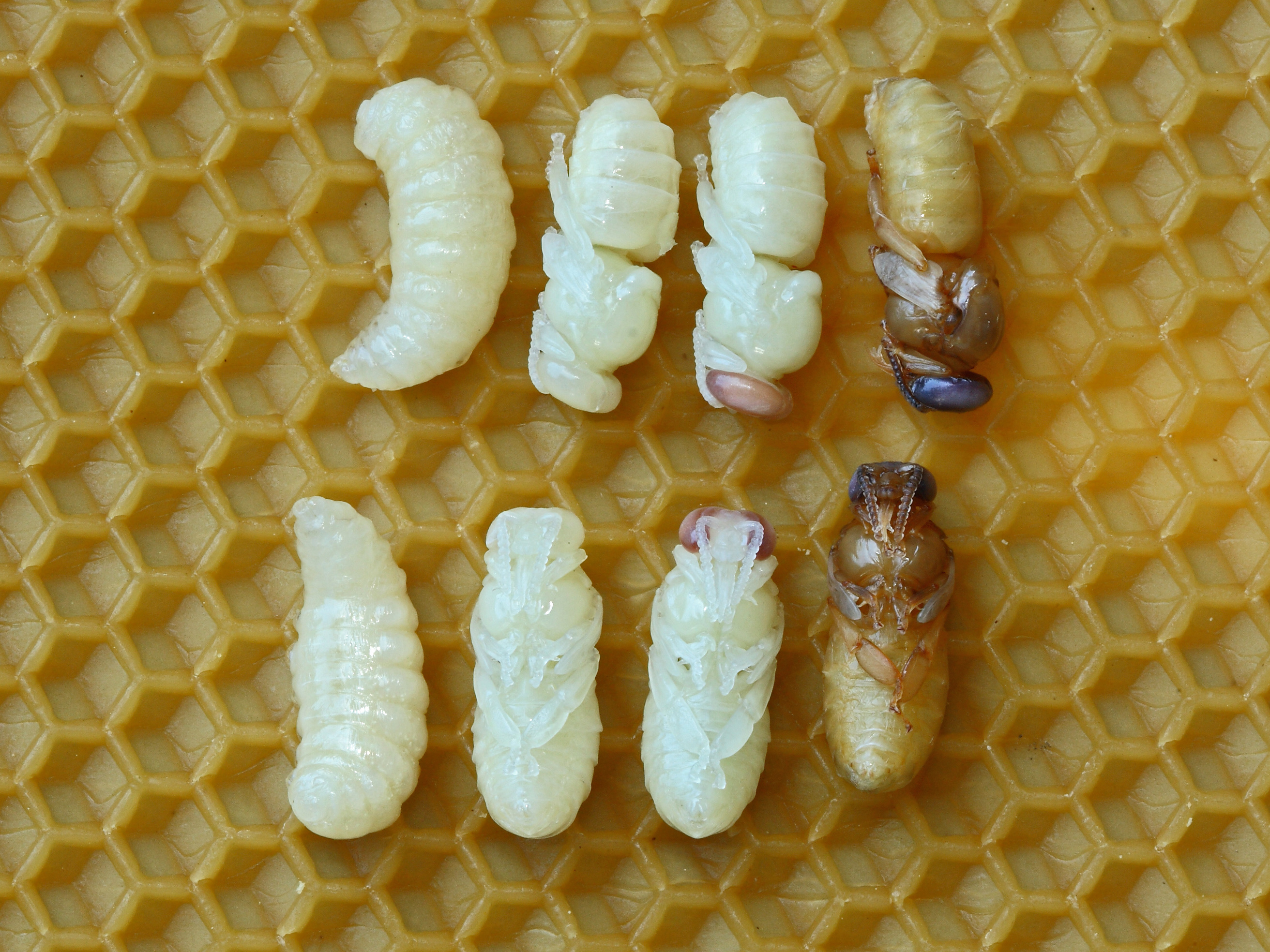
Этапы развития трутня

Пчелиная семья состоит в основном из рабочих пчёл. В хорошей семье зимой их насчитывается обычно 20—30 тысяч, а летом до 60—80 тысяч и больше. Все рабочие пчёлы в семье — сёстры, произошедшие от одной матки. Они, как и пчелиная матка, являются женскими особями; однако, в отличие от матки, половые органы у рабочих пчёл недоразвиты.
Пчелиные матки, отложив яйца, больше не заботятся о своём потомстве. Развивающихся из яиц личинок выращивают уже рабочие пчёлы. При этом пчёлы-кормилицы потребляют много белкового корма.
При внезапной гибели маток и отсутствии в гнезде личинок, предназначавшийся для них корм пчёлы-кормилицы потребляют сами, что вызывает у них развитие яичников (каждый из 3—5, реже из 10—20 яйцевых трубочек). Однако рабочие пчёлы не могут спариваться с трутнями. У них нет и семяприёмника для сохранения сперматозоидов. Поэтому из отложенных такими пчёлами неоплодотворённых яиц развиваются лишь трутни. Рабочие пчёлы с функционирующими яичниками называются трутовками. Семья с пчёлами-трутовками обречена на постепенное вымирание, если пчеловод не окажет ей вовремя необходимую помощь.
Рабочие пчёлы выполняют все работы внутри улья и вне его. Они чистят гнездо, готовят ячейки сот для откладки в них яиц маткой, выделяют воск и строят новые соты, выкармливают личинок, поддерживают в улье необходимую температуру, охраняют гнездо, собирают с цветков растений нектар и пыльцу и приносят их в улей; словом, рабочие пчёлы выполняют все работы, связанные с жизнью пчелиной семьи.
За производство тепла отвечают «пчёлы-печки», которые с большой точностью регулируют выработку тепла и способны разогреваться до 44 °C. Одна такая пчела, забравшись в свободную ячейку, способна обеспечить теплом до 70 куколок, а всего в зависимости от размеров колонии количество таких пчёл может составлять от нескольких штук до нескольких сотен. Температура, при которой развивалась куколка, влияет на будущую «профессию»: куколка, развившаяся при 35 °C, станет фуражиром, а при 34 °C — домохозяйкой. Кроме того, специализация пчелы зависит от врождённой реакции на стимулы: особи, реагирующие на положительные стимулы (пища), становятся сборщиками, а на отрицательные (опасность) — охранниками.
Оплодотворённые яйца, только что отложенные маткой в пчелиной ячейке, приклеены нижним концом перпендикулярно ко дну. Затем, по мере развития зародышей, яйца постепенно опускаются; к концу третьих суток они уже лежат на донышках ячеек. По положению яиц в ячейке можно установить дату откладки их маткой. К концу третьих суток пчёлы-кормилицы добавляют к яйцу капельку молочка, выделяемого их железами. После этого оболочка яйца размягчается, и из него вылупляется маленькая личинка.
Первые трое суток личинки рабочих пчёл получают молочко (по своему составу оно несколько отличается от молочка, которым пчёлы кормят маток и личинок будущих маток). Личинки рабочих пчёл быстро растут, к концу третьих суток вес их увеличивается почти в 190 раз. В последующие дни этих личинок пчёлы кормят смесью мёда и перги. Через 6 суток личинки вырастают настолько, что занимают весь объём ячеек. К этому времени они больше не получают пищи, и пчёлы запечатывают ячейки пористыми крышечками из воска с примесью перги. В запечатанной ячейке личинка прядёт кокон. Образуется он из затвердевающих в виде нитей выделений прядильной железы, которыми личинка окружает себя перед окукливанием. Перед прядением кокона личинка очищает свой кишечник, откладывая его содержимое в угол ячейки.
Если требуется произвести больше маток (например, если матка погибла, а маточного расплода нет), то пчёлы выращивают маток из личинок рабочих пчёл, ещё не перешедших к питанию мёдом и пергой. Ячейки соответственно перестраиваются.
Претерпевая сложные изменения, личинка превращается в куколку; органы личинки распадаются (этот процесс называется гистолизом), и развиваются новые органы будущего взрослого насекомого. Куколка сначала имеет белый цвет, затем она постепенно темнеет. Через 12 дней после запечатывания ячеек из куколки развивается взрослая молодая пчела. Она прогрызает крышечку ячейки и выходит из неё на свет.
Развитие рабочей пчелы со времени кладки яйца до выхода взрослого насекомого длится в течение 21 суток, из них стадии: яйца — 3 суток, личинки в открытой ячейке — 6 суток, личинки и куколки в запечатанной ячейке — 12 суток.:38
Яйца и личинки в открытых ячейках называют открытым расплодом, а личинки и куколки в запечатанных ячейках — печатным расплодом.

### Ульевые пчёлы
Только что вышедшая из ячейки молодая пчела ещё очень слаба. Она едва передвигается по соту, ей нужно ещё некоторое время, чтобы окрепнуть. Молодых беспомощных пчёл подкармливают другие, более взрослые пчёлы. Но, чуть окрепнув, молодые пчёлы уже стремятся включиться в выполнение простейших работ в улье. Первая такая работа — чистка ячеек сота. Пчёлы забираются в ячейку, очищают и вылизывают (полируют) её стенки и донышко. Если ячейки сота не будут очищены и отполированы пчёлами, матка не отложит в них яйца. На четвёртый день жизни молодые пчёлы способны уже кормить взрослых личинок смесью мёда и перги. Если в семье имеется такая потребность, то они становятся пчёлами-кормилицами. К седьмому дню у пчёл начинают функционировать железы, выделяющие молочко. С этого времени пчёлы могут кормить молочком самых молодых личинок (до трёхдневного возраста) и маток.:134 В мозге пчёл-нянек увеличено содержание основных белков маточного молочка пчёл MRJP1, MRJP2 и MRJP7, которые связаны с определением касты пчелы в процессе личиночного развития.
С третьего — пятого дня жизни пчёлы совершают короткие вылеты из улья, во время которых очищают свои кишечники от накопившегося кала. К 12-дневному возрасту у пчёл развиваются восковые железы. Они могут уже строить соты, если в семье имеется такая потребность. Для успешной отстройки сот должны быть благоприятные условия: в улье достаточное количество корма, а в природе хотя бы небольшой взяток.
Восковые железы у пчёл находятся на каждом из четырёх нижних полуколец брюшка (по паре, начиная с третьего полукольца и кончая шестым). Воск, выделяемый железами в жидком виде, попадает на восковые зеркальца брюшка и на воздухе затвердевает в мягкие треугольные чешуйки, или восковые пластинки весом 0,25 мг. Затем они зацепляются щёточками ног, переправляются к жвалам, хорошо разминаются, превращаются в шарики и лишь после этого готовы к употреблению. У маток и трутней восковых желёз нет, и воска они не выделяют.:134
Восковые железы у рабочих пчёл наиболее развиты в возрасте от 12 до 18 дней. У более старых пчёл они сокращены в размере и выделяют меньше воска. Ранней весной восковые железы функционируют у тех перезимовавших пчёл, у которых они недоразвились с осени.
Из наблюдений пчеловодов следует, что восковые железы пчелы начинают усиленно работать при роении пчёл из улья на новое место обитания, тем самым природа провоцирует постройку новых сот, для новой семьи.
Молодые пчёлы (ульевые, нелётные) в возрасте до 15—18 дней выполняют многие другие работы в улье. Они поддерживают чистоту в гнезде, запечатывают крышечками ячейки сот при наполнении их мёдом и ячейки со взрослыми личинками, охраняют гнездо от проникновения в него других насекомых и пчёл-воровок из чужих семей, стремящихся поживиться готовыми кормовыми запасами. Молодые пчёлы принимают нектар от возвратившихся в улей пчёл-сборщиц. Свежепринесённый нектар содержит в среднем около 50 % воды. В таком виде он долго храниться не может, так как в нём вскоре могло бы начаться брожение. Пчёлы испаряют из нектара лишнюю воду и доводят содержание её в меду в среднем до 18—20 %. Для этого свежесобранный нектар они сначала размещают маленькими капельками (напрысками) по стенкам пустых ячеек сот, потом над этими ячейками долго машут крыльями, выпаривая лишнюю воду. Затем пчела, приготавливающая мёд, то выпускает изо рта капельку нектара, то вновь проглатывает. Так продолжается до 240 раз. Тогда пчела вновь помещает свой полуфабрикат в ячейку. После некоторого сгущения другие пчёлы переносят его из ячейки в ячейку и складывают несколько бо́льшими порциями, пока он не загустеет. В процессе работы нектар насыщается ферментами, витаминами и кроме того стерилизуется.

### Лётные пчёлы

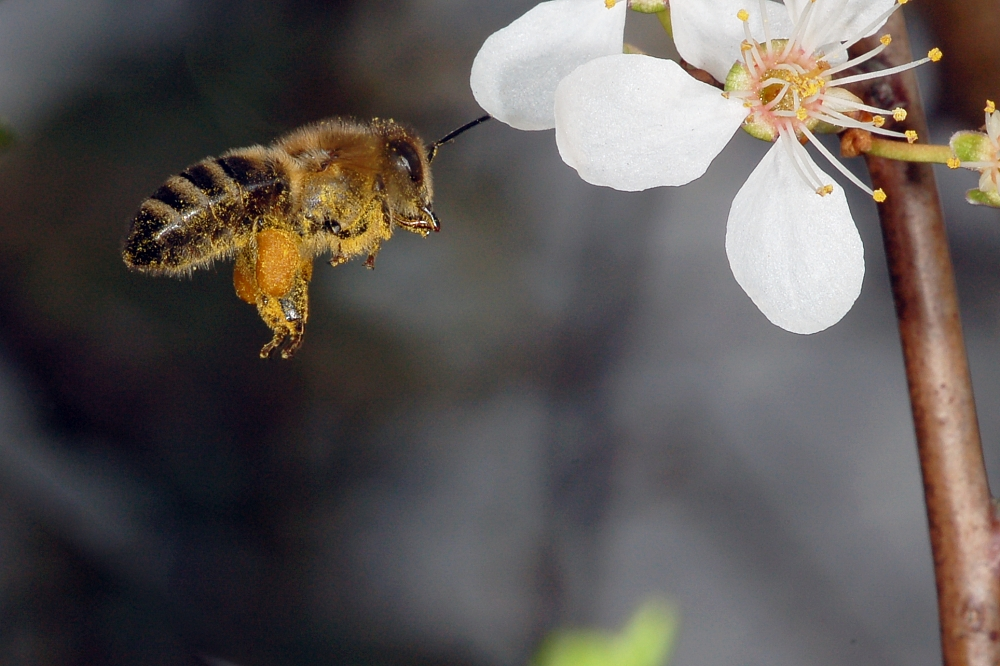
Лётная пчела, видна обножка

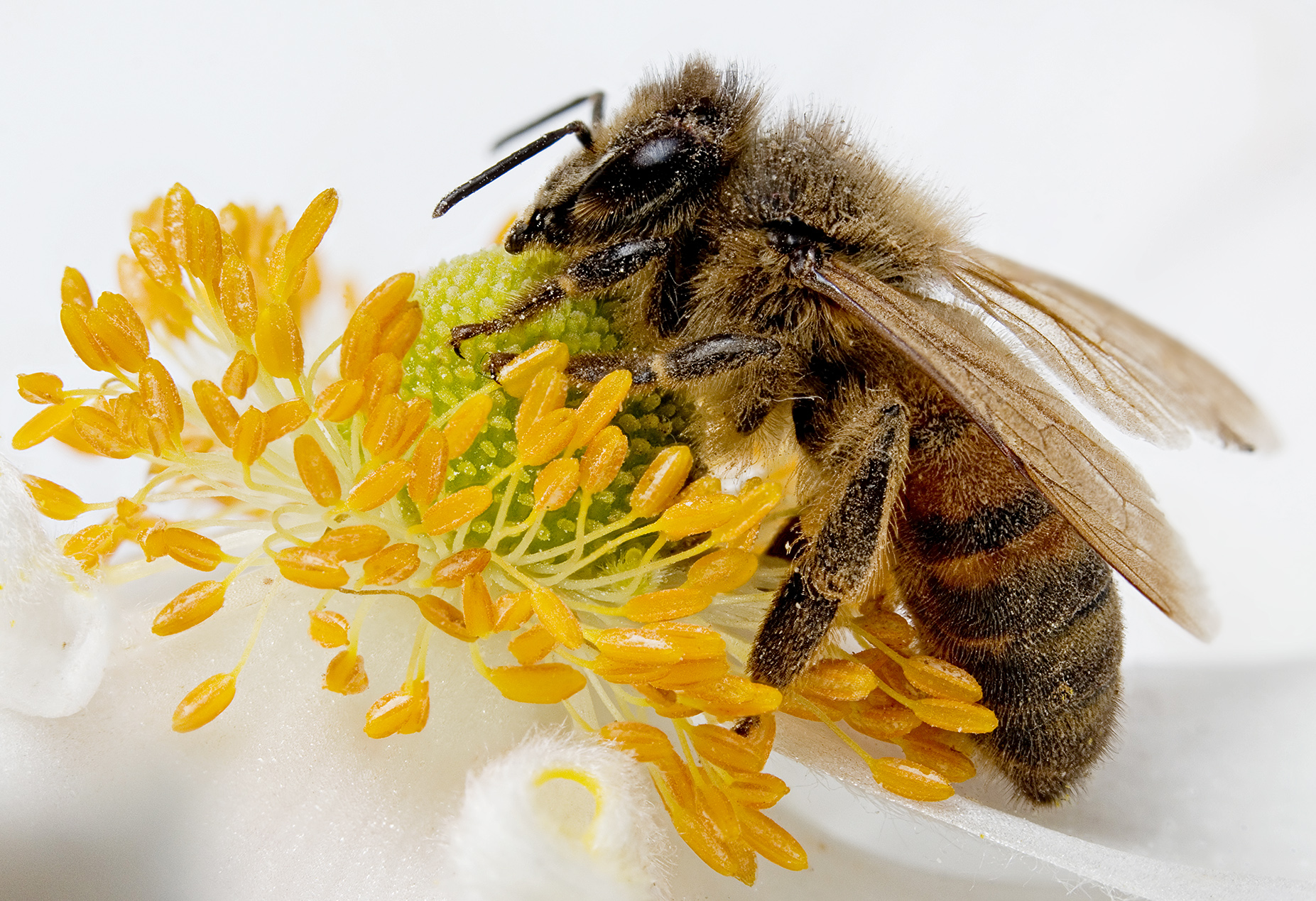
Пчела, собирающая нектар

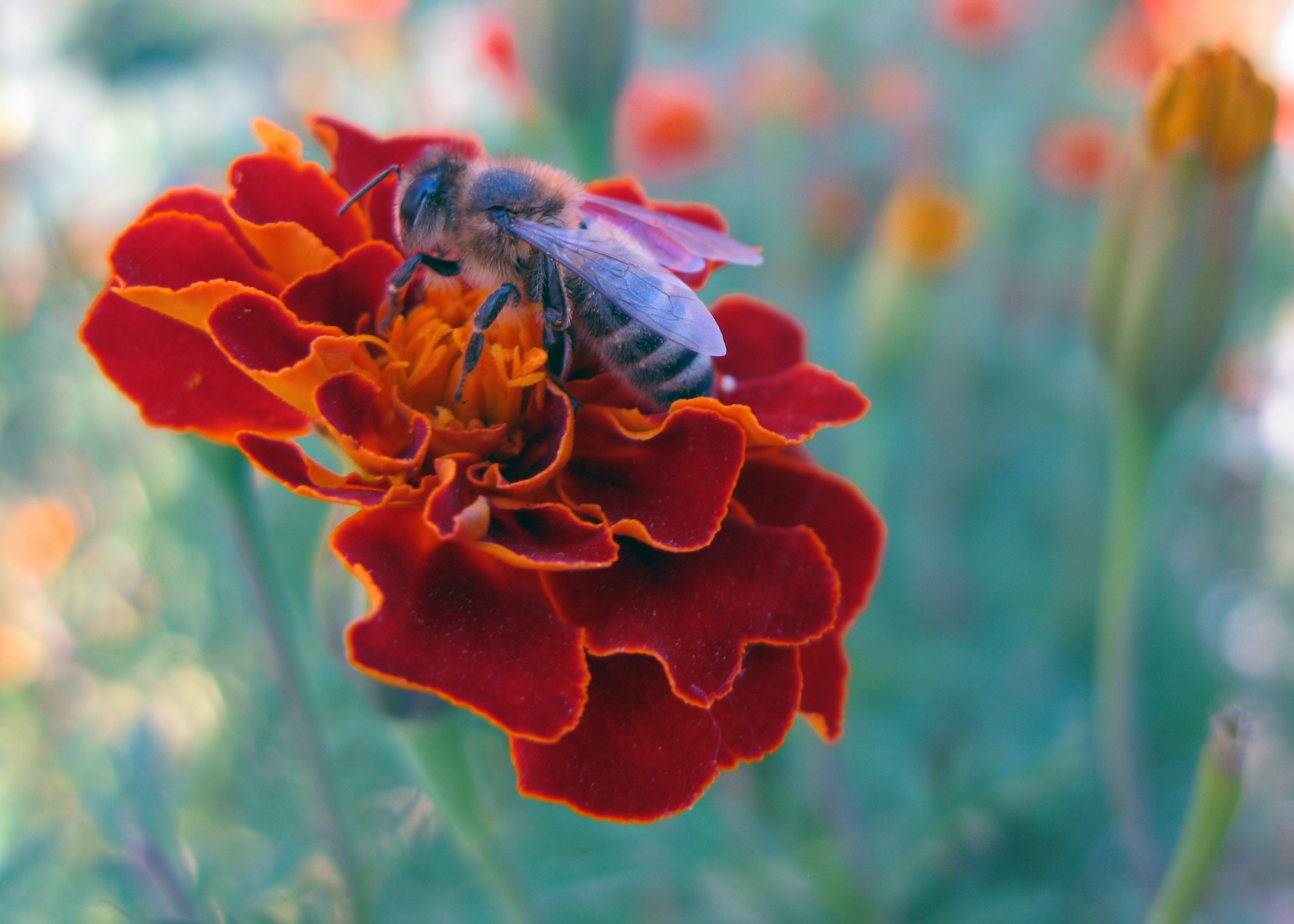
Пчела, собирающая нектар на бархатце

Более взрослые (чаще с 15—18-дневного возраста) пчёлы занимаются сбором нектара и пыльцы с цветков растений, приносом в улей воды и клейких смолистых веществ. Для разыскивания медоносных растений и рассматривания мелких предметов в полумраке жилища у пчёл выработались некоторые особенности зрения. Имаго (рабочая пчела, матка, трутень) имеет по бокам головы по два сложных глаза, состоящих из большого количества мелких глазков, которые воспринимают изображение в виде мозаики. Кроме того, на темени имаго имеется по три простых глаза. Последние служат как бы дополнением к сложным глазам для восприятия степени интенсивности света.:30
Установлено, что пчёлы хорошо видят ультрафиолетовую часть солнечного спектра (невидимую человеком). Считают, что пчёлы хорошо различают следующие цвета: жёлтый, сине-зелёный, синий, фиолетовый и ультрафиолетовый, по последним данным, многие цвета, в зависимости от характера отражения ими ультрафиолетовых лучей, пчёлам кажутся совсем иными, чем человеку. Так, синий и фиолетовый цвета пчёлы видят как четыре различных цвета. Красный цвет они могут путать с фиолетовым и чёрным. Зелёный и оранжевый цвета пчёлы воспринимают как жёлтый цвет.:30
Пчёлы хорошо запоминают лишь такую форму предметов, которая напоминает расправленные лепестки цветков.
Цветки медоносных растений привлекают к выделяемому ими нектару насекомых не только своей яркой окраской, но и ароматом. У пчёл очень хорошо развито обоняние. Эти органы находятся у пчёл на усиках. Обоняние имеет большое значение в жизни пчёл: по запаху они отличают чужих пчёл от пчёл своей семьи, разыскивают нектар и т. д.:30
Ротовые придатки у пчёл устроены так, что позволяют ложечкой язычка легко слизывать мельчайшие капельки нектара в открытых цветках и добывать его из более углублённых венчиков цветков при помощи хоботка, образуемого нижней губой и нижними челюстями. Хоботок у рабочих пчёл имеет длину 5,5—6,4 мм, а у некоторых достигает 6,9 и даже 7,2 мм в зависимости от породы:26 (у маток — 3,5 мм:21).
Нектар, собираемый пчёлами, через ротовые органы и пищевод поступает в медовый зобик пчелы, в котором она доставляет нектар в улей, где передаёт его молодым пчёлам-приёмщицам. Помимо нектара, пчёлы собирают с растений цветочную пыльцу, являющуюся их белковым кормом.
Тело пчелы густо опушено волосками. Пока пчела летит, волоски накапливают статическое электричество, которое затем притягивает пыльцу. При посещении пчёлами цветков между волосками накапливается большое количество пыльцевых зёрен. Их пчёлы счищают щёточками ножек и укладывают в корзиночки (углубления на задних ногах). В середине корзиночки находится одна крупная щетинка, к которой приклеивается обножка. Масса комочка пыльцы в среднем достигает 10—15 мг, а иногда 20 мг. Пыльцу при сборе пчёлы несколько увлажняют нектаром и секрецией особых желёз, благодаря чему пыльцевые зёрна надёжнее удерживаются в корзиночках в виде плотных шариков, называемых обножкой.:43
Обычно пчёлы собирают пыльцу с энтомофильных (насекомоопыляемых) растений, которые одновременно выделяют и нектар. Но в отдельные периоды (особенно ранней весной), когда не цветут медоносы или их очень мало и они не могут удовлетворить потребность пчёл в пыльце, пчёлы добывают этот корм с анемофильных (ветроопыляемых) растений.:65
Вернувшись в улей с обножкой, пчёлы сбрасывают принесённые комочки пыльцы в ячейки сот. Молодые пчёлы тут же утрамбовывают пыльцу головой, а когда ячейка будет почти заполнена, заливают её доверху мёдом. Пыльца, сложенная в ячейки сот, утрамбованная и залитая мёдом, называется пергой. Это источник белкового питания пчелиной семьи.:43
Существует несколько классификаций мёда. По ботаническому происхождению различают цветочный, падевый и смешанный мёд. Цветочный бывает монофлёрный и полифлёрный. Монофлёрный изготавливается из нектара преимущественно одного вида растений. Полифлёрный изготавливается из нектара растений разных видов без выраженного преобладания какого-либо из них. Падевый мёд изготавливается из пади — сахаристых выделений некоторых насекомых. Смешанный мёд получается одновременно при сборе мёда и пади. Цветочный мёд, исходя из ландшафтного признака, можно разделить на лесной, луговой, степной, полевой и фруктовый. С учётом географических особенностей известны такие сорта, как уральский, башкирский, сибирский, дальневосточный и др.:29
Воду во время взятка пчёлы получают в достаточном количестве из собираемого с цветков и приносимого в улей нектара. Но если в природе нет взятка, а семья в это время выращивает много расплода, пчёлы ощущают недостаток в воде и вынуждены приносить её в улей. Пчёлы-водоносы прилетают в гнездо без обножек, в зобик собирают воду (пресную или солоноватую, с концентрацией соли не более 1 %), а иногда — мочу млекопитающих. Вода используется для разжижения загустевшего мёда и непосредственно для охлаждения гнезда.:128
Для полировки сот, заделки мелких щелей в ульях пчёлы применяют прополис. В состав его входят бальзамические вещества оболочек пыльцевых зёрен, смолистые вещества растений и примесь воска. Пчёлы, приносящие в гнездо для производства прополиса камедь, клейкие выделения растений, собирают его в корзинки, а в зобике несут только тот мёд, который взяли в гнезде. В улье камедь забирают ульевые пчёлы, вытягивая её нить за нитью из корзиночек прилетевшей с ней пчелы. Наибольшее число пчёл летает за камедью в полдень, в самую жару. Во время хорошего взятка пчёлы почти не собирают камедь.:457

## Трутни

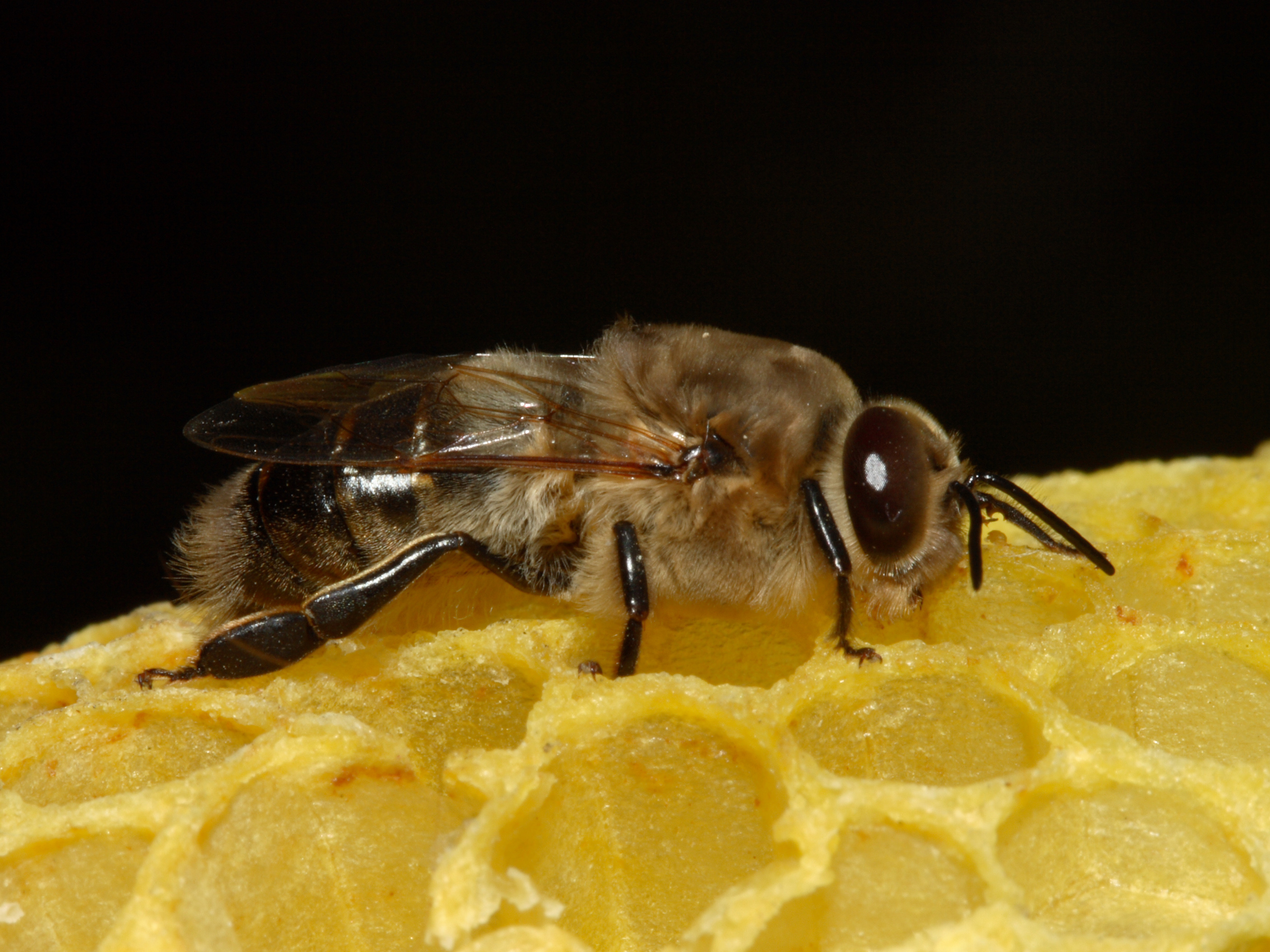
Трутень

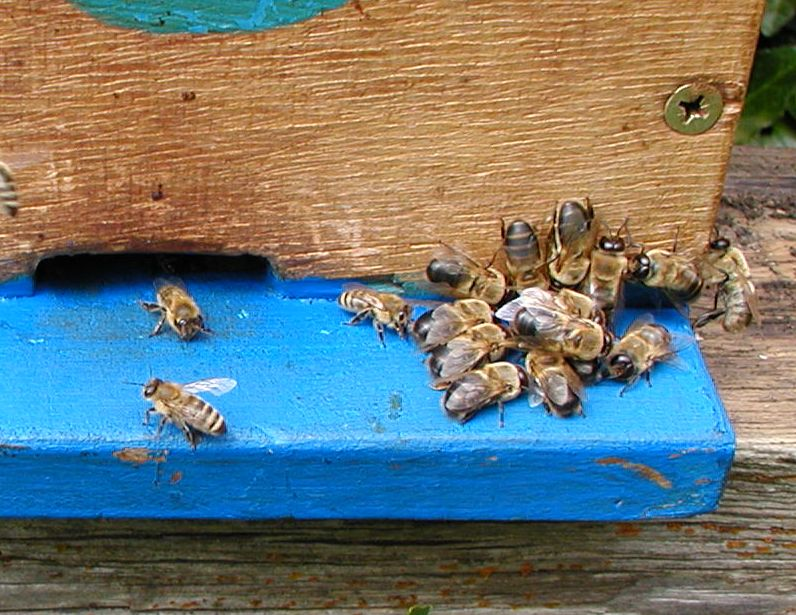
Пчёлы изгоняют трутней перед зимовкой

Назначение трутней — осеменение молодых маток, а также участие в тепловом балансе семьи. Развиваются они, как уже отмечалось, из неоплодотворённых яиц, которые матка откладывает в ячейки сот, имеющие несколько больший объём по сравнению с обычными пчелиными ячейками. Личинки из яиц вылупляются к концу третьего дня. Пчёлы-кормилицы первые три дня кормят личинку молочком (состав его отличается от молочка, которое получают личинки маток и рабочих пчёл), а затем — пергой. Стадия личинки в открытой трутневой ячейке продолжается 6,5 суток, а стадия личинки и куколки в запечатанной ячейке — 14,5 суток. Следовательно, развитие трутня совершается в течение 24 суток.:38
Трутень заметно крупнее рабочей пчелы. Он имеет длину 15—17 мм и весит около 0,2 г. На выкармливание личинки трутня пчёлы расходуют корма в три раза больше, чем на вскармливание личинки рабочей пчелы. Поэтому на выращивание и пропитание трутней се́мьи значительно увеличивают непроизводительный расход кормов. Органы трутней не приспособлены для работы. У трутней короткий хоботок, у них нет корзиночек для переноса пыльцы, нет восковых и других желёз. У трутней нет и жала, но они обладают сильными крыльями и очень большими сложными глазами.:23—24
Трутни достигают половой зрелости на 12—14-й день своей жизни, а иногда и позднее (на 20-й день). Матка спаривается с трутнями в воздухе во время полёта, в наиболее тёплое время дня. После осеменения матки трутень погибает, так как часть его полового органа отрывается и остаётся в виде шлейфа в половой системе матки.:24
Кроме того, благодаря трутням, окружающим матку во время брачного лёта, она остаётся неуязвимой для птиц, охотящихся за пчёлами.
Трутни появляются в пчелиной семье в конце весны — начале лета; их накапливается в ульях по несколько сотен и даже тысяч. Трутни принимают участие в передаче наследственных качеств потомству, поэтому пчеловоды стремятся допускать вывод трутней только в высокопродуктивных семьях. Чтобы избежать их вывода в остальных семьях, пчёлам для отстройки дают рамки, навощённые полными листами искусственной вощины, и вовремя заменяют пчелиных маток (в семьях со старыми матками обычно бывает больше трутней, чем в семьях с молодыми матками). Хотя трутни и привязаны к своей семье (в которой они вывелись), но нередко они залетают и в другие семьи. В период взятка пчёлы их принимают беспрепятственно. С прекращением медосбора пчёлы изгоняют трутней из ульев, и трутни погибают от голода и холода. На зиму остаются они лишь в семьях, не имеющих маток, или в семьях с неоплодотворёнными матками. Иногда трутней могут оставить на зиму семьи с поздно оплодотворившимися молодыми матками, ещё не откладывавшими в данном сезоне яиц. Перезимовавшие трутни для оплодотворения маток непригодны.:24

## Гнездо

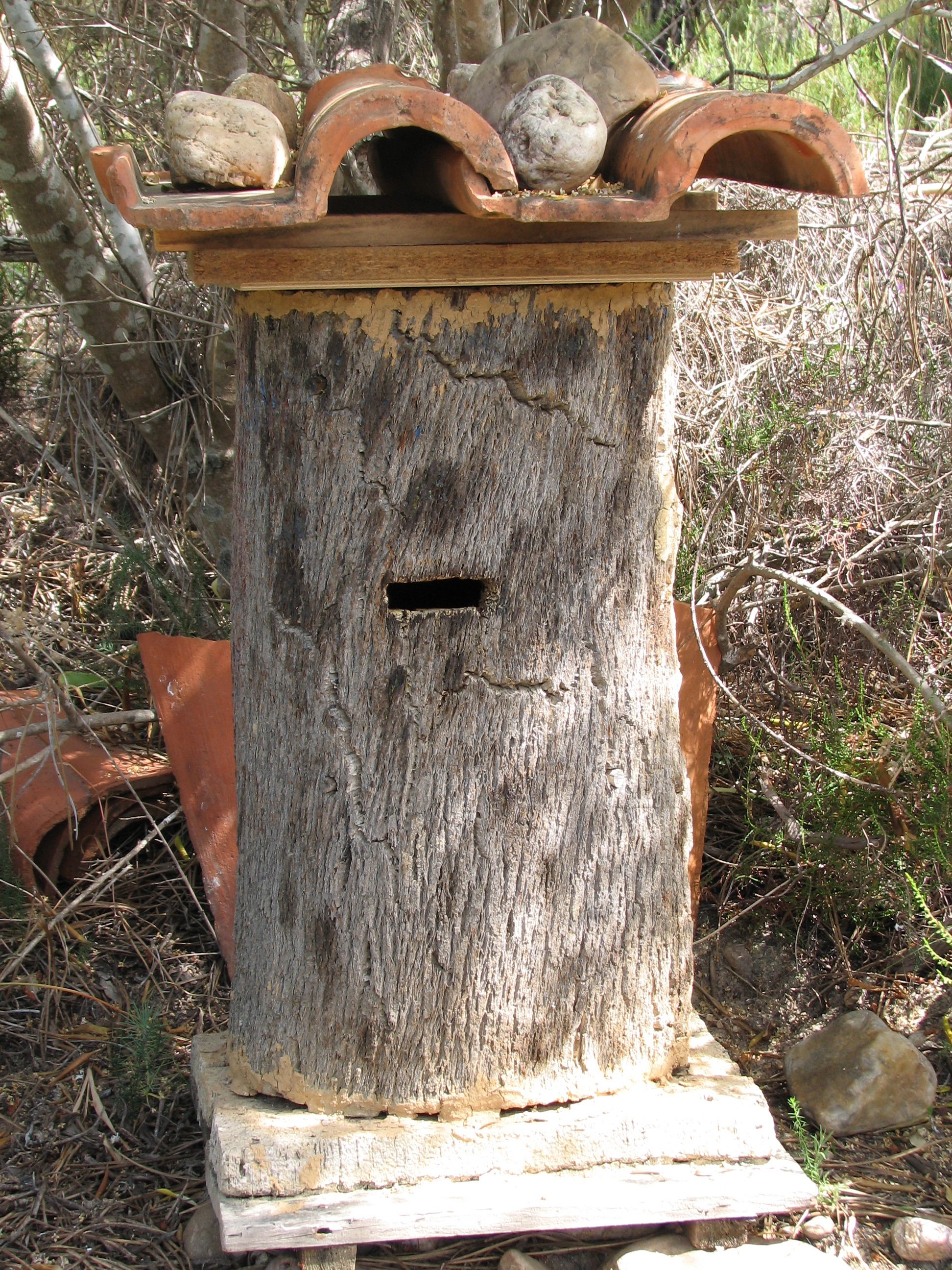
Дуплянка

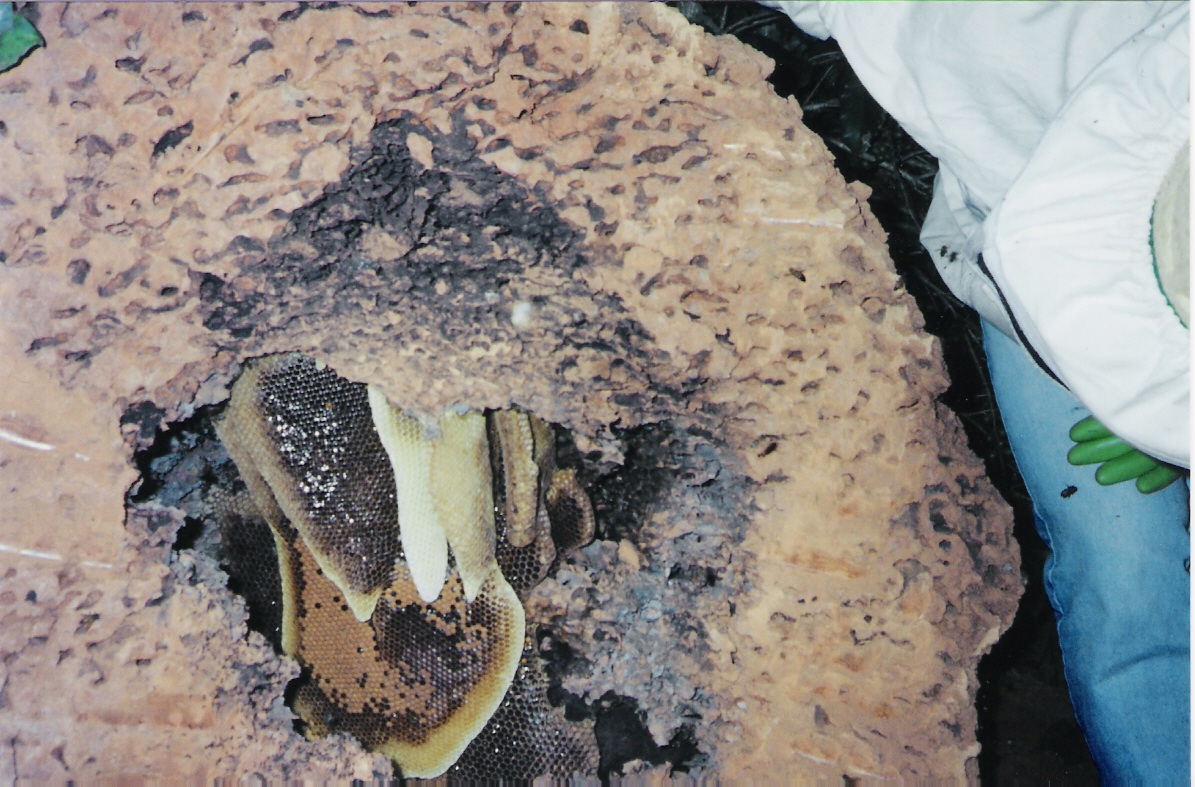
Гнездо дикой медоносной семьи

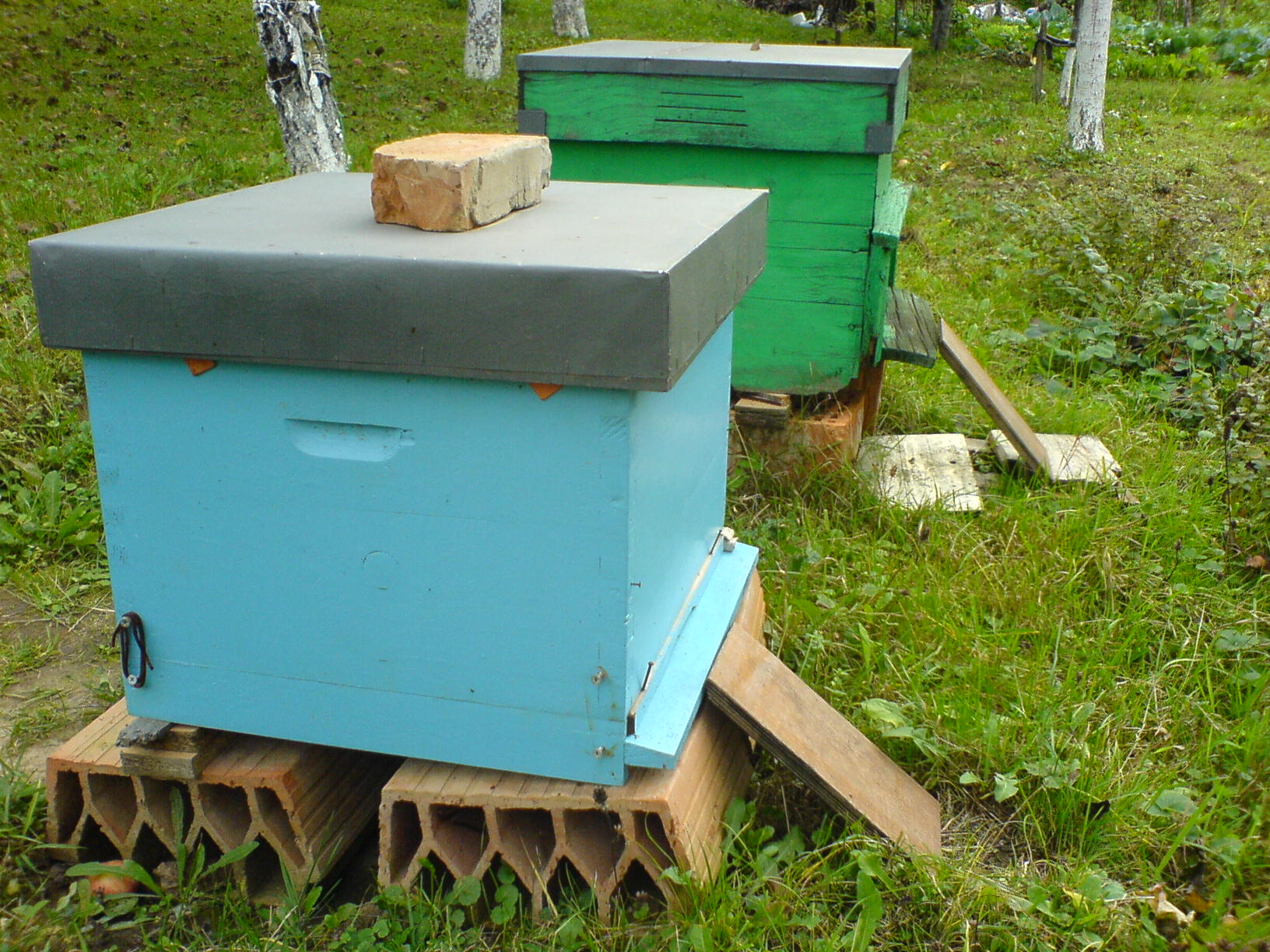
Современный 12-рамочный улей Дадана — Блатта

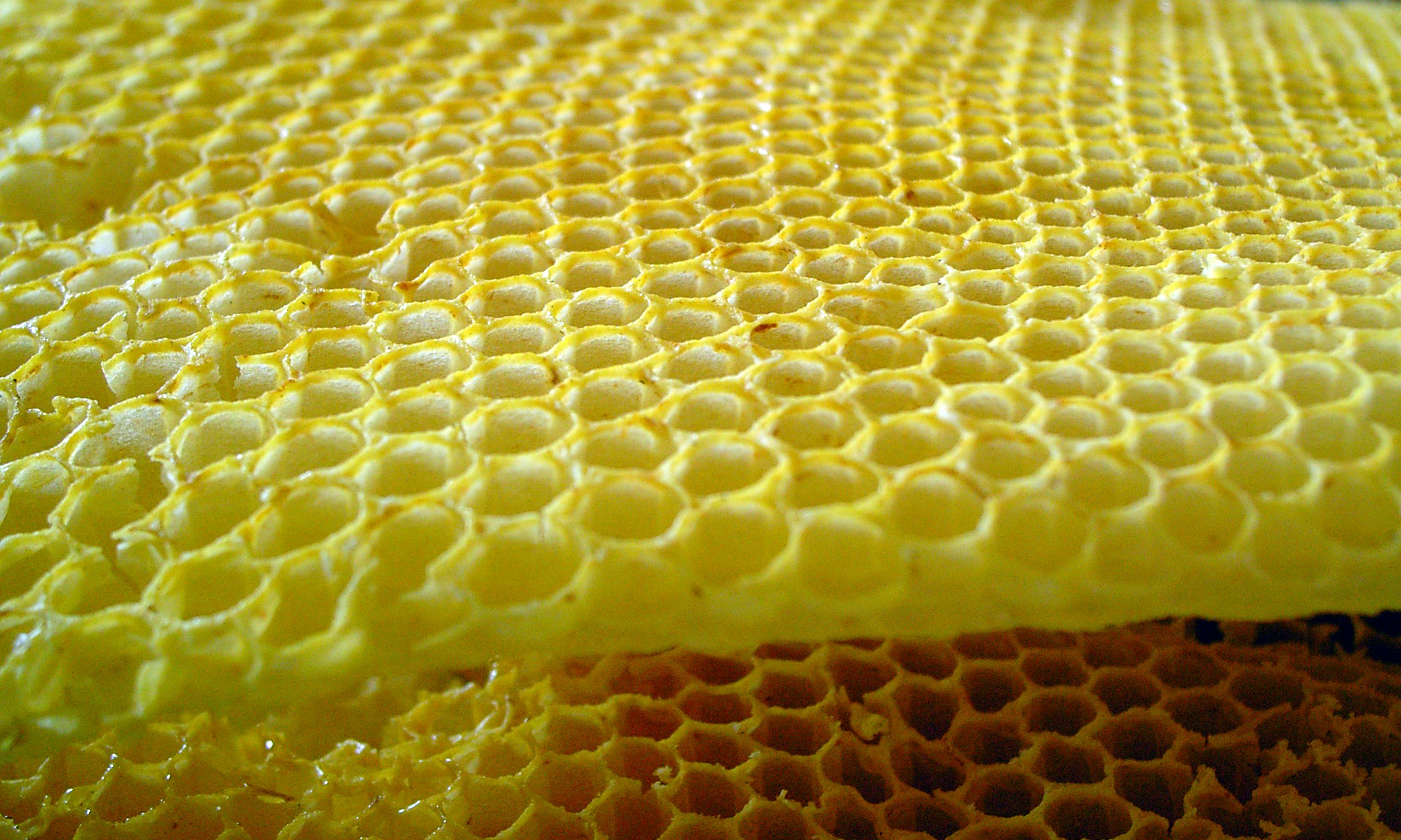
Свежий сот

Гнездо пчелиной семьи состоит из вертикальных двусторонних сот. Жизнь пчелиной семьи неотделима от сот, которые они строят из выделяемого ими воска для складывания запасов корма и выращивания расплода.
Каждая сота состоит из общего вертикального средостения, по обе стороны от которого отходят шестиугольные ячейки. Пласты сот в гнезде располагаются всегда вертикально. Толщина сот, предназначенных для выращивания расплода, составляет 24—25 мм. Ширина ячеек, предназначенных для вывода рабочих пчёл, в среднем 5,42 мм, а глубина — 11—12 мм. Ячейки для вывода трутней диаметром в среднем 6,5 мм. Толщина стенки в ячейке составляет 73±2 мкм. Между сотами пчёлы оставляют от 10 до 12 мм свободного пространства («улочку»).:32
Ячейки-соты имеют правильную шестиугольную в плане форму. Донышко ячейки складывается из трёх ромбиков, наклонённых так, что они образуют как бы пирамидку, углубляющую ячейку. Донышко каждой ячейки с одной стороны сота служит одновременно частями донышек трёх ячеек другой стороны сота.
Ячейки разделяются по строению на несколько типов:
- Пчелиные — для вывода рабочих пчёл, складывания и хранения в них мёда и перги;
- Трутневые — для вывода трутней, складывания мёда (пчёлы избегают хранить в них пергу), трутневые ячейки имеют больший размер, по сравнению с пчелиными;
- Маточники — особые ячейки для вывода маток. Обычно они строятся вне сот, чаще примыкая к сотам и являясь их продолжением, реже отдельно (например, на бруске рамки);
- Переходные — ячейки неправильной формы, которые строят пчёлы при переходе от пчелиных к трутневым, обычно у верхних и боковых брусков рамок, а также при заделывании механических повреждений сота;
- Медовые — расположены, как правило, в верхней части сота. Они имеют удлинённую форму и наклонены кверху на 13°, чтобы не вытекал мёд[26].

Ячейки у разных пород пчёл различаются, поскольку у каждой породы свой размер рабочей пчелы.
Ячейки в соте направлены несколько вверх (4—5°; на этом, в частности, основано действие радиальной медогонки). Строительство сот идёт сверху вниз. Пчёлы всегда внимательно следят за целостностью сота.
Пчёлы регулируют вентиляцию, строя на вентиляционных отверстиях специальные заградительные сотики.
Только что отстроенные соты состоят из чистого воска, имеют белый цвет, но перед использованием пчёлы полируют их прополисом, придавая им слегка желтоватый оттенок. Со временем соты темнеют за счёт остатков коконов. Из таких ячеек выходят пчёлы меньших размеров и массы. В очень старых сотах пчёлы вынуждены выгрызать часть накопившихся наслоений, затрачивая много сил и времени на подготовку кладки в соты яиц.:156

## Поведение пчёл и ориентировка их в пространстве

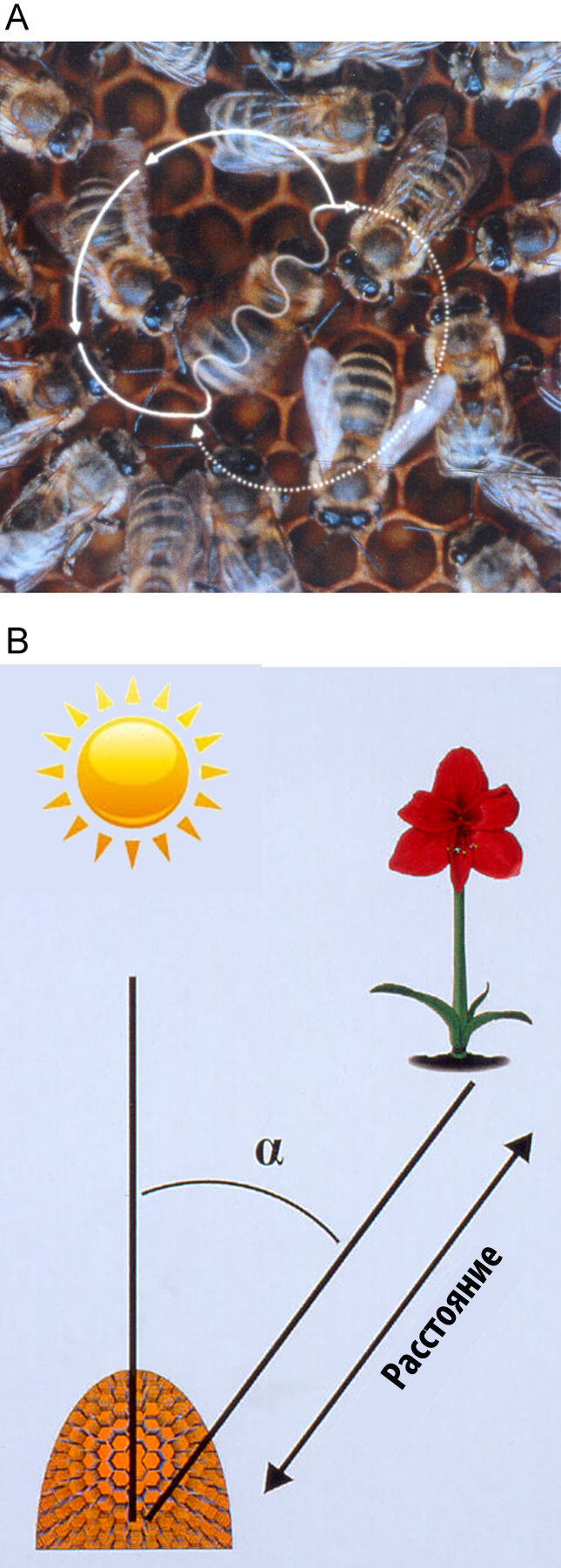
Ориентирование по направлению лучей солнца/вербовочный танец медоносных пчёл

Поведение пчёл как внутри, так и вне улья обусловлено совокупностью рефлексов, или закономерных реакций их организма, на те или иные раздражения. Различают рефлексы врождённые, или безусловные, и приобретённые в процессе жизненного опыта, или условные. Так, врождёнными инстинктами (сложными комплексами безусловных рефлексов) являются кормление личинок, постройка сот и т. д. Способность же отличать цветки гречихи от цветков других растений, наоборот, вырабатывается у пчёл в процессе жизненного опыта на основе условных рефлексов.
Молодые пчёлы во время ориентировочных облётов запоминают расположение своего улья относительно окружающих его предметов (деревья, кустарники, другие улья и пр.). Достаточно передвинуть улей в сторону на расстояние даже меньше одного метра, как возвращающиеся со взятком пчёлы ищут его на прежнем месте и не сразу находят его на новом. Если же отнести улей на большое расстояние, то пчёлы вообще не смогут найти его.
Пчёлы запоминают расположение не только улья, но и его летка. Если улей приподнять или опустить, или устроить леток на другой его части, то прилетевшие пчёлы будут долго разыскивать его. То же самое следует сказать об окраске ульев и изменениях в предметах, окружающих улей (другой цвет соседних ульев, вырубка дерева, кустарника).
Собирая нектар или пыльцу, каждая пчела стремится придерживаться какого-либо одного рода растений. Например, посещая цветки гречихи, пчёлы не перелетают на растения другого рода, пока не отцветёт гречиха. Это имеет большое биологическое значение для опыления растений. Лишь в том случае, когда одновременно цветёт небольшое количество растений разных родов, пчёлы посещают за один вылет растения не одного рода.:135
После окончания цветения одних растений пчёлы, собиравшие нектар с их цветков, присоединяются к пчёлам, посещающим другие растения, или же начинают разыскивать распускающиеся цветки других родов растений. В последнем случае пчёл называют разведчицами.
Найдя новый источник корма, пчёлы набирают его в медовый зобик и, облетев несколько раз цветущие растения для запоминания их местоположения, возвращаются в свой улей. Дорогу к улью пчёлы запоминают также по встречающимся на пути ориентирам (деревья, кусты, водоёмы, дороги и пр.), по направлению лучей солнца и магнитному полю Земли. Согласно последним работам Фриша и Линдауэра[каким?], наземные ориентиры там, где они встречаются, имеют большее значение, чем направление лучей солнца.:136—137
Пчела возвращается в улей в возбуждённом состоянии. Она отдаёт принесённый нектар пчёлам-приёмщицам, а сама выполняет на соте характерные движения, получившие название «вербовочных танцев», которые привлекают на поиски взятка других пчёл этой семьи. Если корм был найден вблизи пасеки, не дальше 100 м от улья, то пчела быстро пробегает вокруг какой-либо ячейки сота, а затем поворачивается и делает такой же круг в обратном направлении. Перебегая по соту от одних пчёл к другим, она повторяет эти движения в течение нескольких секунд. Такой танец называется круговым.:137
Когда цветущие растения обнаружены от улья на расстоянии более 100 м, прилетевшие с нектаром пчёлы выполняют танец, который в отличие от кругового, называется виляющим. Они сначала делают полукруг размером в несколько ячеек, затем 2—3 ячейки пробегают по прямой линии, виляя брюшком из стороны в сторону, а после этого делают уже второй полукруг в обратную сторону. Характер танца, как и число колебаний брюшка при пробеге по прямой, зависит от степени возбуждённости прилетевшей сборщицы, а следовательно, и от удалённости цветущих растений от улья. Чем дальше источник корма, тем меньше колебаний делает пчела при пробеге по прямой во время танца, выполняя его как бы с большей усталостью. Танцами пчёлы сообщают не только расстояние до источника корма, но и в каком направлении нужно лететь к цветущим растениям. Степень возбуждённости пчелы-танцовщицы (пчелы-разведчицы) передаётся окружающим её пчёлам. Это помогает им найти растения, с которых прилетели «танцовщицы».:138
Однако танец — не единственный способ передачи информации о дальности медосбора. Во время него пчёлы издают серии ритмических звуковых импульсов с частотой 33 Гц. Именно они заключают в себе информацию о дальности медосбора. С увеличением расстояния увеличивается и длительность каждой серии и число импульсов в ней. Для восприятия звука у пчёл есть фонорецепторы, расположенные на теле.
Расстояние до медосбора определяется пчёлами также по энергозатратам крыловой мускулатуры. Если немного подрезать крылья пчёл, то они значительно увеличат длительность и частоту звуков в танце, сообщая, что медосбор находится дальше.
Пчёлы, окружающие «танцовщицу», обнюхивают её, бегут к летку и вылетают на поиски медоносных растений с таким же запахом, какой издавала пчела-танцовщица. Через некоторое время туда же вновь отправляется и пчела, которая первой нашла этот источник корма. Набрав в зобики нектар и вернувшись в улей, пчёлы выполняют такие же танцы, благодаря чему к новому источнику корма вылетает всё больше и больше рабочих пчёл, не занятых сбором нектара с других растений. Как только прекратится или сильно уменьшится выделение нектара этими растениями, прекратятся и танцы посещающих их пчёл. Так регулируется количество пчёл на цветках растений, выделяющих нектар.
Кроме того, пчела-разведчица может предупредить сородичей, что какой-либо источник пищи опасен, и лететь туда не стоит. Для этого она вибрирует крыльями с частотой 380 Гц и продолжительностью 150 мс. Сигнал предназначен другой особи, которая исполняет виляющий танец и в ответ на предупреждающий сигнал резко снижает интенсивность танца.

## Роение пчёл

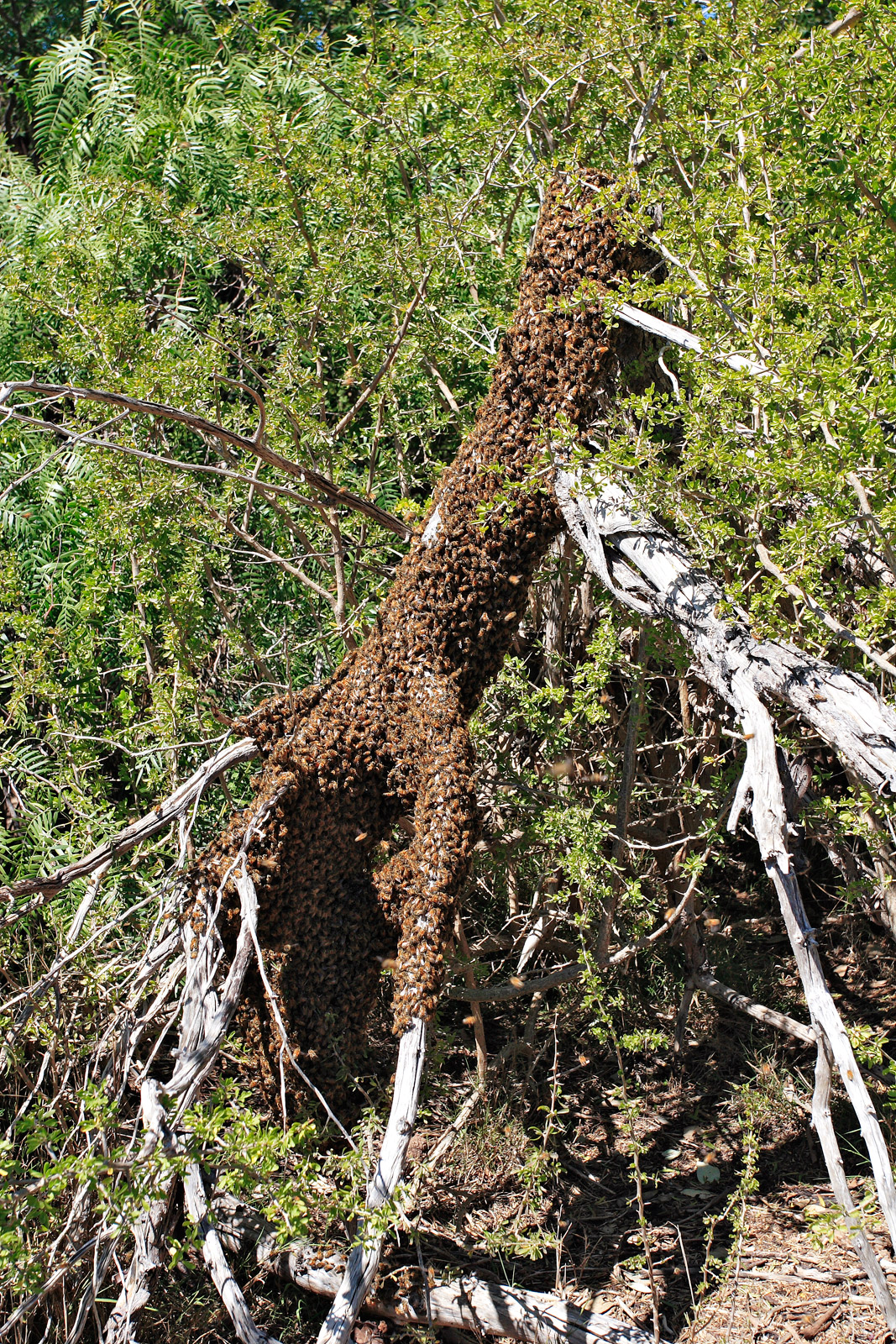
Привившийся рой

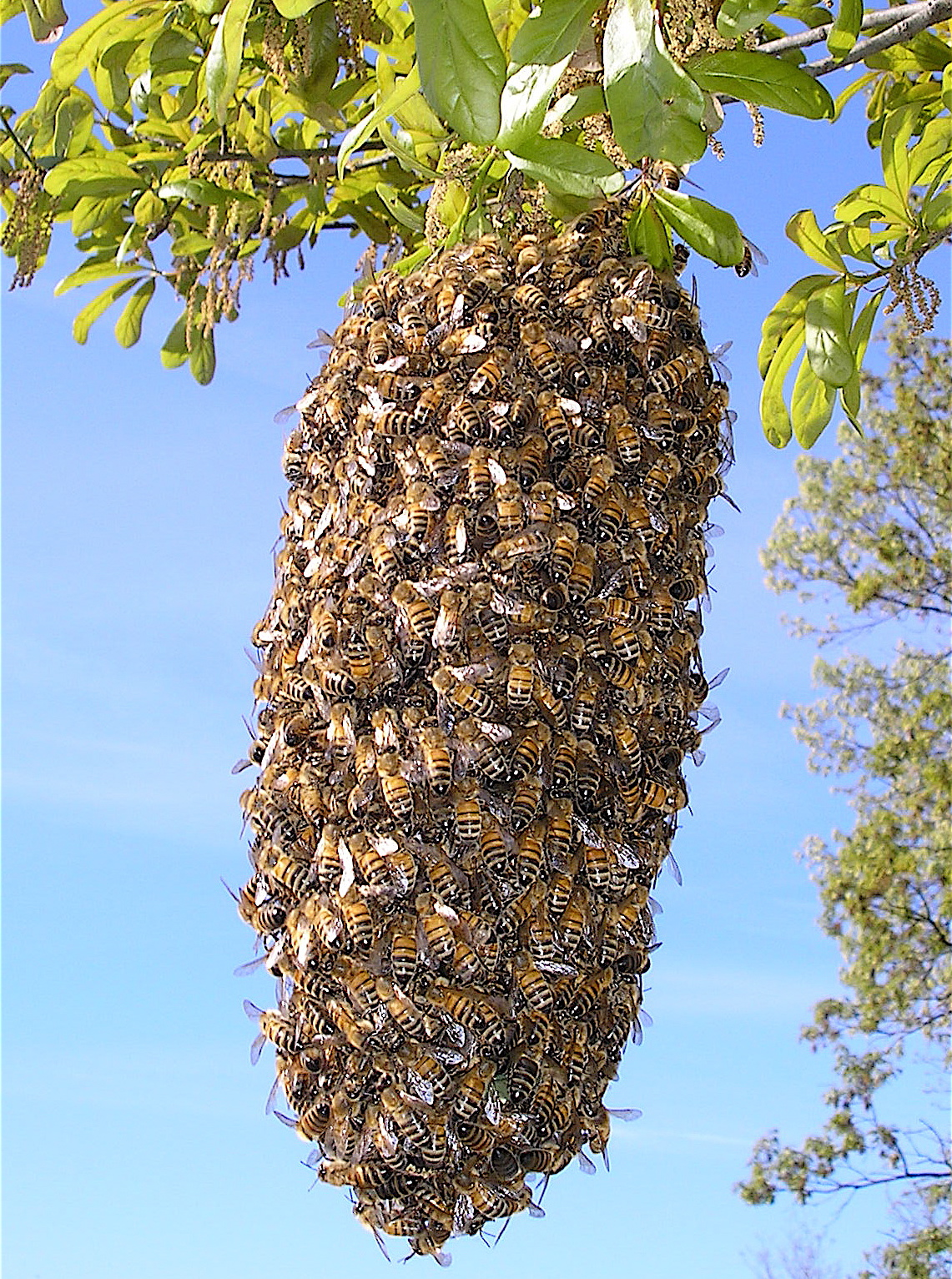
Рой пчёл на ветке дерева

Роение — естественное размножение пчелиной семьи путём деления её надвое.
Когда пчёлы кормят матку, та выделяет «маточное вещество». Оно передаётся пчёлам, и пока оно есть, они живут спокойно. Когда семья разрастается, этого вещества начинает не хватать на всех пчёл, и они приступают к роению.

### Подготовка к роению
- Строительство мисочек и откладка в них яиц, из которых в будущем выйдут матки.
- Прекращение червления маткой яиц — способствует уменьшению размеров матки. Позже рой улетает вместе со старой, «похудевшей» маткой, а в улье остаётся молодая матка.
- Прекращение строительства сот и почти полное прекращение сбора нектара и пыльцы.[11]:219

### Роение
Почти сразу же после запечатывания маточников семья готова к роению. Если позволяет погода, то обычно уже на второй день выходит рой. При тихой, тёплой погоде, чаще всего в первую половину дня, пчёлы, набрав в зобики мёд, с характерным гулом выходят из улья. Матка появляется у летка и поднимается в воздух, когда выйдет большая часть роя. Некоторое время пчёлы кружатся около улья, затем, обнаружив матку, окружают её и прививаются к ветке дерева или какому-либо другому предмету. Через некоторое время (интервал от 10 минут до двух суток в зависимости от погоды и наличия подходящего нового жилища в окрестностях) рой улетает на новое жилище, заранее подыскиваемое пчёлами-разведчицами.:456

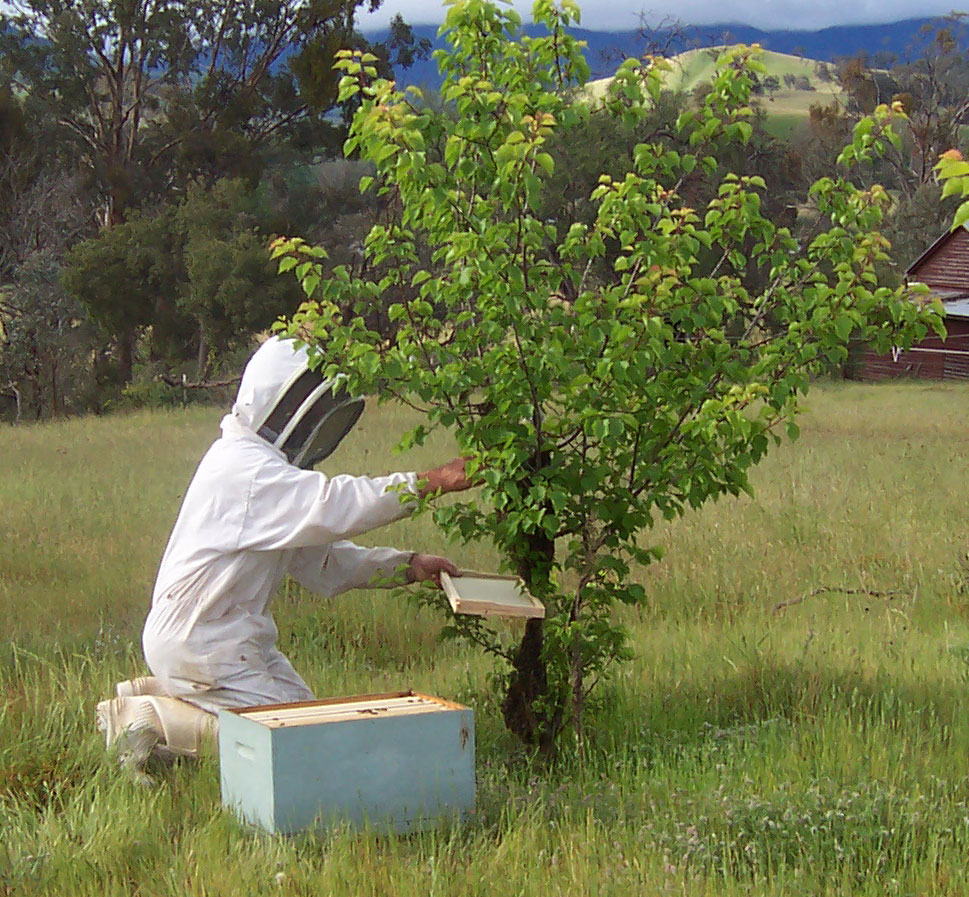
Пчеловод снимает рой

После выхода первого роя (что в среде пчеловодов называется «первак») в гнезде остаётся примерно половина пчёл, много сот с расплодом. Если семья собирается роиться повторно, то пчёлы охраняют имеющиеся на сотах маточники и не допускают к ним первую вышедшую матку:220 Иногда после выхода первого роя семья отпускает с первой же вышедшей из маточника маткой второй рой — «вторак», а за ним и «третьяк». Обычно это сильно ослабляет семью, и сам отпущенный «вторак» очень слабый.:456

### Причины роения
Известно, что у ряда насекомых инстинкт размножения пробуждается лишь у определённых их генераций. Некоторые из причин роения: излишек пчёл-кормилиц; теснота и духота в улье; отсутствие летнего взятка; возраст матки; болезни. Роение пчёл не следует путать с коллапсом пчелиных семей, в отличие от коллапса, при роении часть пчёл остаётся в улье и оставляет готовые маточники, то есть пчелиная семья продолжает существовать в улье.

## Звуки пчёл
Пчёлы способны издавать звуки разной высоты и тембров. Пчелиная семья в улье жужжит по-разному в зависимости от своего физиологического состояния. Таким образом можно биоакустически контролировать состояние пчёл. По характеру звука можно определить, холодно ли им, голодно ли, решила ли семья роиться, есть ли матка в семье, как относятся пчёлы безматочной семьи к вводимой в улей матке (они не всегда её принимают), какова расовая принадлежность пчёл (каждая раса издаёт свой звук). Можно также акустически управлять лётной деятельностью пчёл, например, ограничить их вылет из улья при необходимости (например, на время обработки полей ядохимикатами).

## Болезни пчёл

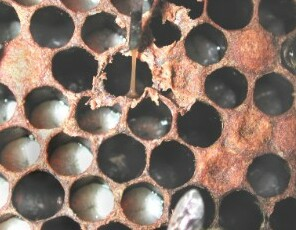
Американский гнилец

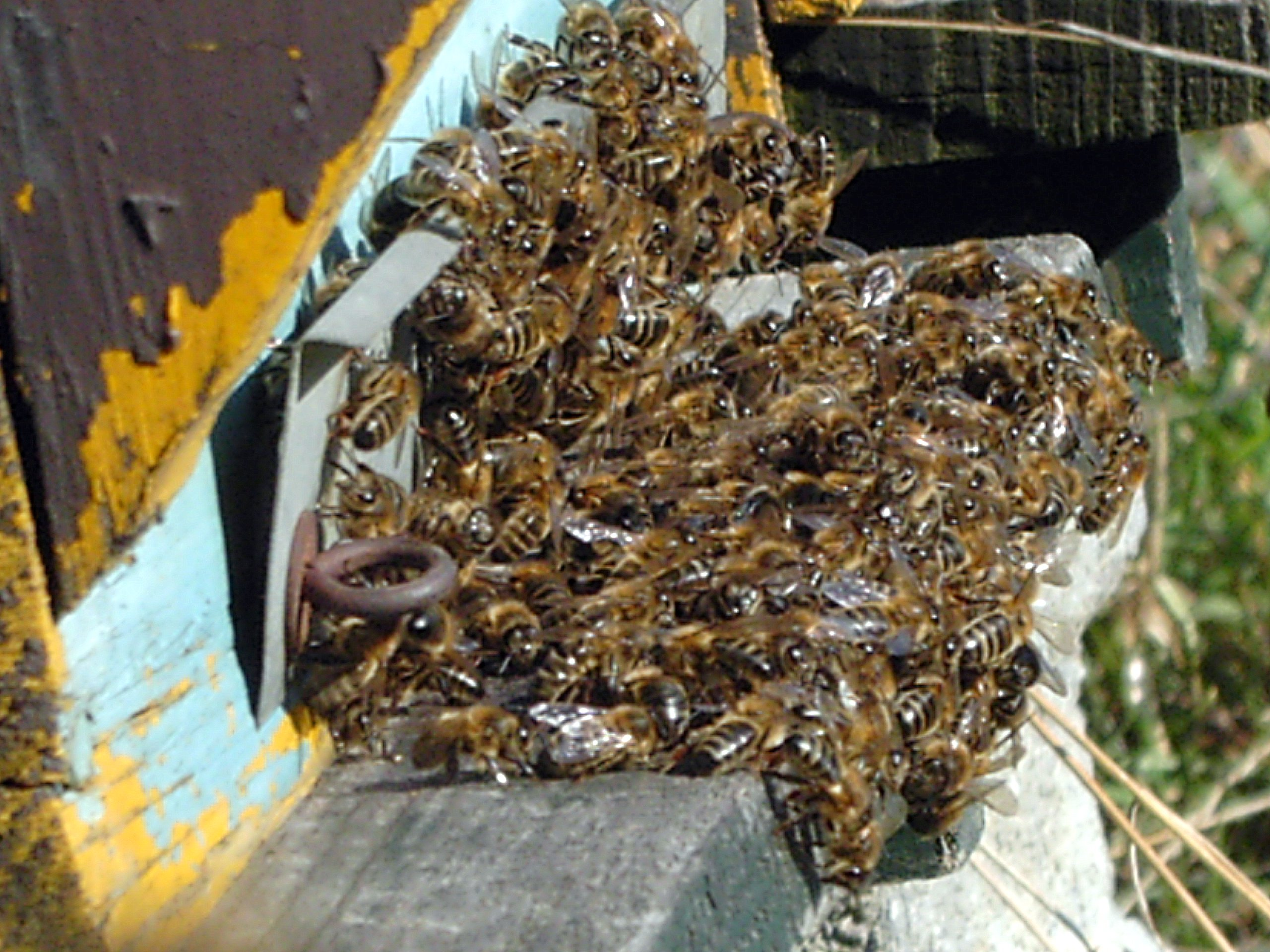
Реакция пчёл обрабатываемых от клеща Varroa

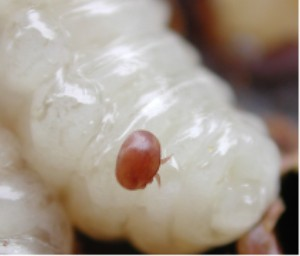
Клещ Varroa на личинке пчелы

Болезни пчёл делятся на:
- инфекционные,
- инвазионные,
- незаразные.

### Инфекционные
Американский гнилец — поражаются им личинки старшего возраста, которые погибают обычно уже в запечатанных пчёлами ячейках. Крышечки ячеек с больными личинками имеют в центре небольшое отверстие и несколько вдавлены вовнутрь. Личинки превращаются в гнилостную, бесформенную и тягучую массу кофейного цвета с запахом столярного клея. Болезнь вызывается Paenibacillus larvae, которая при неблагоприятных для неё условиях образует стойкую спору, сохраняющуюся десятилетиями.:232—233
Аскосфероз, или известковый расплод — болезнь пчелиных семей, вызываемая грибом Ascosphaera apis. Эта болезнь поражает пчелиные личинки. Они теряют свою эластичность, превращаются в известково-белые твёрдые комочки, прилипшие к стенкам ячеек или свободно лежащие в них. Если были заражены личинки в запечатанных ячейках, то белая плесень прорастает через крышечки. Болезнь чаще всего поражает слабые пчелиные семьи, обычно после длительных похолоданий, при повышенной влажности и содержании пчелиных семей в сырых местах, а также при интенсивном использовании органических кислот (щавелевая, молочная) для борьбы с варроатозом.:240—241
Европейский гнилец — им вначале болеют личинки в возрасте 3—5 дней, а затем уже и в запечатанных ячейках. Эта болезнь схожа с американским гнильцом. Появляется чаще всего в июне (в южных районах — в мае) после прошедших похолоданий, при недостатке корма, особенно в семьях, которых содержат в холодных, плохо утеплённых гнёздах. Возбудители — Streptococcus pluton, Paenibacillus alvei и Streptococcus apis.:237
Израильский вирус острого паралича, или IAPV, — вирус, который впервые был выявлен в Израиле, а теперь встречается во многих странах. Вызывает сильное ослабление иммунитета, что сопровождается развитием других инфекционных заболеваний. Встречается во многих колониях с синдромом разрушения колоний и может быть одной из его причин..
Мешотчатый расплод — инфекционная карантинная болезнь преимущественно пчелиного расплода, вызываемая вирусом. Заражённые личинки погибают и приобретают вид мешочка, наполненного водянисто-зернистой жидкостью, затем высыхают и превращаются в изогнутые корочки.:238

### Инвазионные
Акарапидоз — заразная болезнь взрослых пчёл, вызываемая клещом Acarapis woodi. Первый клещ, найденный на пчёлах (лат. аcar — клещ, apis — пчела). Местом обитания клещей служат дыхальца, в них клещи питаются, спариваются и откладывают яйца. Отсюда второе (простонародное) название «трахейный клещ».
Браулёз — болезнь маток и рабочих особей медоносных пчёл, вызываемая паразитированием бескрылых мух-браул (пчелиная вошь, Braulidae). На поражённых матках может находиться до десятка этих насекомых, имеющих длину 1,3 мм. Они вызывают сокращение яйцекладки, истощение пчёл.:178—180
Варроатоз (лат. varroatosis) — самая распространённая болезнь, вызывается клещом Varroa. Клещ паразитирует (сосёт гемолимфу) на взрослых пчёлах, личинках и куколках, сам по себе ослабляет пчёл и является переносчиком инфекционных заболеваний (гнильцов и вирусов).
Нозематоз поражает только взрослых особей. Вызывается спорообразующим паразитом Nosema apis. Чаще всего болезнь проявляется в конце зимы и в начале весны поносом пчёл, загрязнением сотовых рамок, дна и стенок улья.

### Незаразные
Застуженный расплод вызывается охлаждением гнезда, сопровождается вымиранием личинок и куколок.
Голодание — ослабление и гибель пчелиных семей от недостатка корма. Различают голодание углеводное (при недостатке мёда) и белковое (при недостатке перги).
Химический токсикоз — болезнь пчёл, вызываемая отравлением ядами, применяемыми для борьбы с вредителями сельского и лесного хозяйства и поступающими в организм пчёл с кормом.
Нектарный токсикоз — отравление пчёл нектаром ядовитых растений, совпадает с массовым цветением и сбором нектара ядовитого растения какого-либо определённого вида. Многие пчёлы выздоравливают.
Падевый токсикоз — болезнь пчелиных семей, вызываемая отравлением падевым мёдом. Качество пади зависит от вида растений, с которых её собирают пчёлы, и от развития в ней некоторых бактерий и грибов, выделяющих ядовитые вещества.
Пыльцевой токсикоз — болезнь пчелиных семей, при которой гибнут молодые пчёлы-кормилицы, вызывается отравлением пыльцой ядовитых растений. Иногда болезнь появляется от питания пчёл испорченной пыльцой неядовитых растений.

## Взаимоотношения с другими животными
Пчёлами могут питаться жалящие перепончатокрылые (шершень, пчелиный волк, муравьи), пауки (пауки-бокоходы:259—260 и др.), жабы и лягушки, некоторые птицы (щурковые, сорокопутовые, осоеды) и млекопитающие. Вредителями медоносных пчёл являются гусеницы восковой моли. Собственно мёд едят муравьи, бражник мёртвая голова и некоторые млекопитающие.

### Восковая моль
Для кладки яиц самки большой восковой моли, или пчелиной огнёвки (Galleria mellonella), проникают в улей, откладывают до 3000 яиц отдельными партиями на стенки ячеек со свежей пыльцой, под крышечки частично запечатанных ячеек с мёдом, в щели на рамках, стенках и дне улья. За час до рассвета они покидают улей. Защита улья пчёлами прекращается через два часа после рассвета. Яйцекладка продолжается в течение четырёх ночей. Вначале гусеница питается мёдом и пергой. Далее гусеница переходит к питанию восковыми рамками, смешанными с остатками коконов, повреждает крылья и ножки пчелиных куколок. Ходы покрывает шёлком. При сильном заражении гусеницы поедают друг друга и помёт предыдущих поколений. Закончив рост к 25—30-му дню, гусеница находит трещину или щель, иногда выгрызает ямку и там окукливается. Схоже ведёт себя малая восковая моль, или малая восковая огнёвка (Achroia grisella). Она откладывает до 400 яиц, а гусеницы, в отличие от гусениц большой восковой моли, могут питаться и сухими насекомыми, неочищенным сахаром, сухофруктами. В XVII веке экстракт из гусениц большой восковой моли использовали для лечения больных сердечно-сосудистыми и лёгочными заболеваниями. Восковые вещества, покрывающие клеточную стенку возбудителей туберкулёза, разрушаются под действием пищеварительных ферментов гусеницы. Экстракт получают из гусениц длиной не более 1,5 мм:71—76.

### Бражник мёртвая голова
Бражник мёртвая голова охотно поедает мёд, проникая в гнёзда и ульи медоносных пчёл, где прокалывает ячейки сот хоботком и сосёт мёд, за один раз съедая 5—15 г. Может проникать в ульи диких и домашних пчёл. Существовала теория, что бабочка издаёт звуки, подобные звукам недавно вышедшей из кокона пчелиной матки, защищая себя таким образом от возможности быть убитой рабочими особями пчёл. Данная теория не нашла научного подтверждения, но всё равно бытует среди пчеловодов и на страницах жёлтой прессы. На самом деле эти бабочки успокаивают пчёл путём выделения химических веществ, которые маскируют их собственный запах (химическая мимикрия). К ним относятся четыре жирные кислоты: пальмитолеиновая, пальмитиновая, стеариновая и олеиновая, встречающиеся в такой же концентрации и таком же соотношении у медоносных пчёл. Бабочки малочувствительны к пчелиному яду и в экспериментах выдерживали до пяти укусов пчёл. Но порой случается, что пчёлы зажаливают «грабителя» насмерть. Вредителем пчеловодству не является из-за своей низкой численности. Однако многие пчеловоды негативно относятся к этой бабочке, считая её вредителем. Поэтому зачастую они стараются установить на летки в ульи проволочную сетку с ячейками диаметром 8—9 мм, через которые могут проникать пчёлы, но не данные бабочки.

## Подвиды медоносных пчёл
Европейские подвиды:

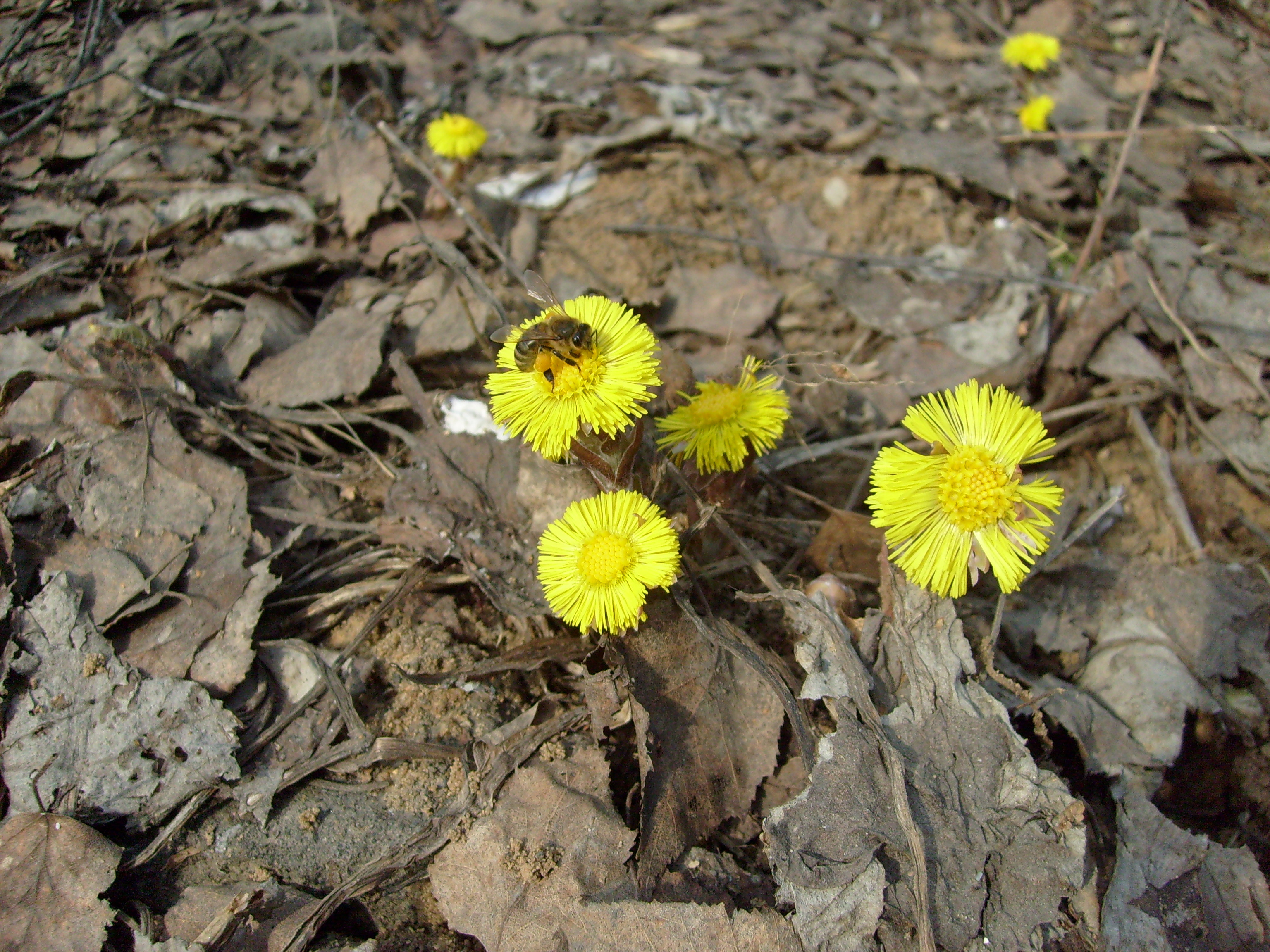
Медоносная пчела на цветке мать-и-мачехи

- Apis mellifera carnica Pollmann, 1879 — краинская медоносная пчела, карника. В регионе Крайна (Словения), южной части Австрийских Альп и на севере Балкан;
- Apis mellifera carpathica Avetisyan, Gubin, Davidenco, 1966 — карпатская медоносная пчела, карпатка. Закарпатская область (Украина) пойма рек Теребля, Рика и Вича;
- Apis mellifera caucasica Pollmann, 1889 — серая горная, или кавказская, медоносная пчела. Кавказские горы;
- Apis mellifera cecropia Kiesenwetter, 1860 — Южная Греция;
- Apis mellifera cypria Pollmann, 1879;
- Apis mellifera iberiensis (син.: Apis mellifera iberica) Engel, 1999 — пиренейская медоносная пчела. Встречается на Пиренейском полуострове (Испания и Португалия);
- Apis mellifera ligustica Spinola, 1806 — итальянская медоносная пчела. Чаще встречается в Северной и Южной Америке и южной части Европы;
- Apis mellifera mellifera Linnaeus, 1758 — тёмная лесная (среднерусская или европейская) медоносная пчела;
- Apis mellifera remipes Gerstäcker, 1862 — жёлтая долинная кавказская медоносная пчела;
- Apis mellifera ruttneri Grech & Meixner, 1997;
- Apis mellifera sicula Montagano, 1911.

Африканские подвиды:
- Apis mellifera adansonii Latreille, 1804 — западно-африканская медоносная пчела;
- Apis mellifera capensis Eschscholtz, 1822 — капская медоносная пчела;
- Apis mellifera intermissa von Buttel-Reepen, 1906; Maa, 1953 — североафриканская чёрная медоносная пчела;
- Apis mellifera jemenitica Ruttner, 1976 — йеменская медоносная пчела;
- Apis mellifera lamarckii Cockerell, 1906 — египетская медоносная пчела;
- Apis mellifera litorea Smith, 1961;
- Apis mellifera major Ruttner, 1978 — рифская африканская медоносная пчела;
- Apis mellifera monticola Smith, 1961 — горная африканская медоносная пчела;
- Apis mellifera nubica — суданская медоносная пчела;
- Apis mellifera sahariensis Baldensperger, 1932 — сахарская медоносная пчела;
- Apis mellifera scutellata Lepeletier, 1836 — восточно-африканская медоносная пчела;
- Apis mellifera unicolor Latreille, 1804 — мадагаскарская медоносная пчела[46].

Подвиды Среднего Востока и Азии:
- Apis mellifera adamii Ruttner, 1977;
- Apis mellifera anatolica Maa, 1953;
- Apis mellifera armeniaca — армянская медоносная пчела;
- Apis mellifera macedonica Ruttner, 1988 — македонская медоносная пчела;
- Apis mellifera meda Skorikov, 1829;
- Apis mellifera pomonella Sheppard & Meixner, 2003;
- Apis mellifera syriaca Skorikov, 1829 — сирийская медоносная пчела.

Подвиды отличаются друг от друга внешним видом (окраской и размерами), поведением (агрессивностью, склонностью к воровству мёда из других семей), устойчивостью к перепадам температуры.
- Apis mellifera subsp. mellifera Бортевая тёмная лесная пчела

## Использование пчёл
Пчеловодство прошло в своём развитии несколько этапов. Сначала люди просто собирали мёд диких пчёл. Затем возникло бортевое пчеловодство (от слова «борть» — дупло): пчелиные рои ловили и помещали в дупла, естественные или специально сделанные, защищали от разорения. По мере накопления мёда его выбирали. Следующий этап — колодное пчеловодство: пчёл разводили в колодах, выдолбленных внутри, либо в глиняных или сделанных из коры ульях. Чтобы взять мёд и воск, пчёл убивали серным дымом, а ульи ломали. В 1814 году П. И. Прокопович изобрёл рамки современного типа, позволяющие извлекать соты и мёд, не убивая пчёл.:452—453